# Peperomien
Die Peperomien (Peperomia), auch „Zwergpfeffer“ genannt, sind eine Pflanzengattung innerhalb der Familie der Pfeffergewächse (Piperaceae). Die 1500 bis 1700 Arten sind fast überall in den Tropen verbreitet.

## Beschreibung
Peperomia-Arten wachsen als einjährige oder ausdauernde krautige Pflanzen unterschiedlicher Größe und Gestalt. Sie gedeihen epiphytisch, lithophytisch oder terrestrisch und viele Arten sind sukkulente Pflanzen. Die meisten Arten erreichen nur Wuchshöhen von etwa 30 Zentimeter. Die meistens dicken und oft fleischigen Sprossachsen wachsen aufrecht bis kriechend. Bei vielen Arten werden an den Nodien Wurzeln gebildet. Die vegetativen Pflanzenteile können glatt sein oder mit Haaren oder Drüsen bedeckt sein. Die wechselständig, gegenständig oder wirtelig angeordneten Laubblätter sind einfach und oft fleischig mit ganz unterschiedlichen Blattformen. Einige Arten besitzen sehr dekorative Blätter.

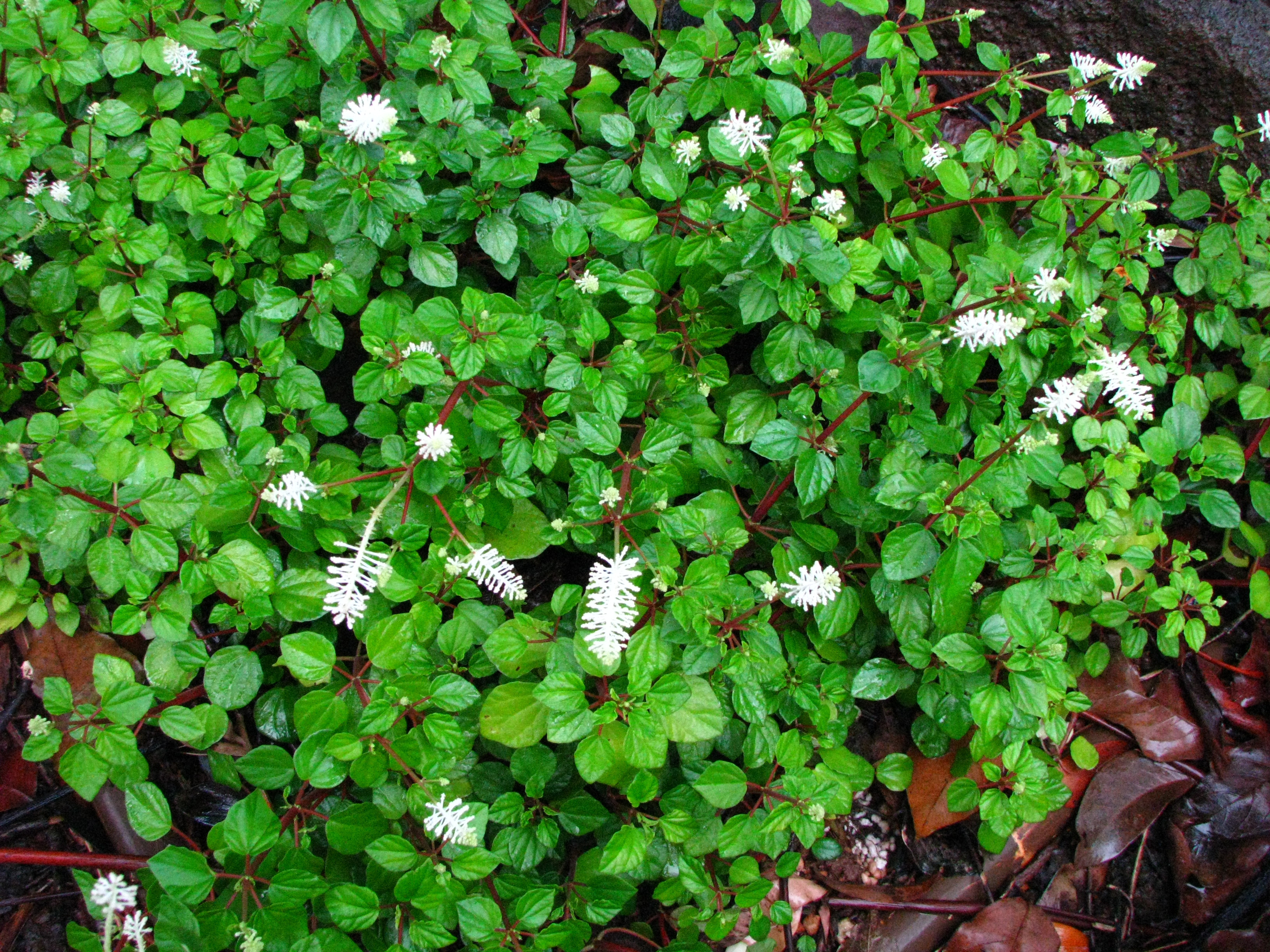
Reseden-Peperomie (Peperomia fraseri)

Viele Blüten sitzen in end-, selten seitenständigen, meist aufrechten, ährigen Blütenständen auf mehr oder weniger langen Blütenstandsschäften. Die Deckblätter sind meist kreis- oder schildförmig. Die ungestielten, meist sehr kleinen Blüten sind zwittrig. Es sind nur zwei Staubblätter vorhanden mit kurzen Staubfäden. Der oberständige Fruchtknoten ist einfächrig mit nur einer Samenanlage. Der Griffel endet meist in einer einfachen, selten zweiästigen Narbe.
Es werden sehr kleine Nussfrüchte gebildet, die oft typisch gebogen sind und eine warzige oder netzartige Oberfläche besitzen.

## Systematik und Verbreitung
Die Gattung Peperomia wurde 1794 durch Hipólito Ruiz López und José Antonio Pavón y Jiménez in Florae Peruvianae, et Chilensis Prodromus, 8, Tafel 2 aufgestellt. Als Lektotypusart wurde 1918 Peperomia secunda Ruiz & Pav. durch Nathaniel Lord Britton in Flora of Bermuda, S. 94 festgelegt.
Die Gattung Peperomia gehört zur Familie Piperaceae; sie wurde in eine eigene Familie Peperomiaceae gestellt. Eine Unterteilung der Gattung in neun Untergattungen und sieben Sektionen geht auf Dahlstedt 1900 zurück.
Die 1500 bis 1700 Peperomia-Arten sind weltweit über die tropischen und subtropischen Gebiete verbreitet. Ein Schwerpunkt der Artenvielfalt liegt in Zentral- und Südamerika. In Peru kommen 390, in Kolumbien 254, in Ecuador 237, Costa Rica 155, Mexiko 117, auf Hispaniola 43, auf Madagaskar 39, auf den Philippinen 24, auf dem afrikanischen Kontinent 20 und in Australien 5 Arten vor. Peperomia-Arten besitzen sehr unterschiedlich große Verbreitungsgebiete. Ein Teil der Arten sind Endemiten.
Viele Arten sind gefährdet, beispielsweise sind in der Roten Liste der gefährdeten Arten der IUCN etwa 50 Peperomia-Arten gelistet. Peperomia albovittata, Peperomia cordilimba, Peperomia dauleana, Peperomia glandulosa, Peperomia guayaquilensis, Peperomia leucorrhachis, Peperomia litana, Peperomia micromerioides, Peperomia mitchelioides, Peperomia parvilimba, Peperomia peploides, Peperomia petraea, Peperomia stenostachya und Peperomia tablahuasiana gelten 2014 bei der IUCN als „vom Aussterben bedroht“ (critically endangered). Wenige Arten gelten als ausgestorben, beispielsweise Peperomia rossii.
|  | - Peperomia abbreviatipes Trel. & Yunck. - Peperomia abdita Proctor - Peperomia abnormis Trel. - Peperomia abscondita Moore - Peperomia abyssinica Miq.: Sie kommt in Äthiopien, im Sudan, in Eritrea, Kenia, Tansania, Uganda, Zaire, Malawi und im Jemen vor. - Peperomia acaulis Alain - Peperomia aceramarcana Trel.: - Peperomia aceramarcana Trel. var. aceramarcana - Peperomia aceramarcana var. variifolia Yunck. - Peperomia aceroana C.DC. - Peperomia acreana C.DC. - Peperomia acuminata Ruiz & Pav. - Peperomia acuminatissima Miq. - Peperomia adamsonia (Brown) Yunck. - Peperomia adenocarpa C.DC. - Peperomia adscendens C.DC. - Peperomia adsurgens Yunck. - Peperomia aerea Trel. - Peperomia agitata Trel. & Standl. - Peperomia aguabonitensis Yunck.: - Peperomia aguabonitensis Yunck. var. aguabonitensis - Peperomia aguacatensis var. urocarpoides Trel. - Peperomia aguaditana Trel. & Yunck. - Peperomia agusanensis C.DC. - Peperomia ainana Trel. - Peperomia alata Ruiz & Pav. - Peperomia alatiscapa Trel. - Peperomia albertiana Yunck. - Peperomia albert-smithii Trel. & Yunck.: - Peperomia albert-smithii Trel. & Yunck. var. albert-smithii - Peperomia albert-smithii var. alipetiolata Trel. & Yunck. - Peperomia albert-smithii var. villosa Trel. & Yunck. - Peperomia albidiflora C.DC. - Peperomia albolineata Trel. - Peperomia albonervosa G.Mathieu - Peperomia albovittata C.DC.: Sie kommt in Ecuador vor. - Peperomia aldrinii Villa - Peperomia alegrensis Yunck. - Peperomia alibacophylla Trel. & Yunck. - Peperomia alismifolia Presl - Peperomia alpina (Sw.) A.Dietr. - Peperomia alternifolia Yunck. - Peperomia alwynii Callejas & Betancur - Peperomia ambiguifolia Trel. & Yunck. - Peperomia amphitricha Trel. - Peperomia ampla (Trel.) G.Mathieu - Peperomia amplexicaulis (Sw.) A.Dietr.: - Peperomia amplexicaulis (Sw.) A.Dietr. var. amplexicaulis - Peperomia amplexicaulis var. longifolia C.DC. - Peperomia amplexicaulis var. swartziana Griseb. - Peperomia amplexifolia (Link) A.Dietr. - Peperomia analectae Trel. - Peperomia andicola Dahlst. - Peperomia andina Pino - Peperomia andrei C.DC. - Peperomia angularis C.DC.: - Peperomia angularis C.DC. var. angularis - Peperomia angularis var. bethaniana (Trel. & Yunck.) Steyerm. - Peperomia angustata Kunth: Sie kommt in Mexiko, in Mittel- und in Südamerika vor. Mit den Varietäten: - Peperomia angustata Kunth var. angustata - Peperomia angustata var. margaritana C.DC. - Peperomia angustifolia Sesse & Moc. - Peperomia anisophylla C.DC. - Peperomia ankaranensis G.Mathieu - Peperomia antioquiensis Callejas - Peperomia antoniana Trel. - Peperomia apiahyensis Yunck. - Peperomia apodophylla Trel. & Yunck.: - Peperomia apodophylla Trel. & Yunck. var. apodophylla - Peperomia apodophylla var. hirtella Trel. & Yunck. - Peperomia apurimacana Trel. - Peperomia arboricola C.DC. - Peperomia arborigaudens Trel. - Peperomia arboriseda C.DC.: - Peperomia arboriseda C.DC. var. arboriseda - Peperomia arboriseda var. moyobambana C.DC. - Peperomia arbuscula Yunck. - Peperomia arctebaccata Trel. - Peperomia arcuatispica Trel. - Peperomia arechavaletae C.DC. - Peperomia arenillasensis Yunck. - Peperomia areolata Trel. - Peperomia argenteobracteata Trel. & Yunck. - Peperomia argumentosa Trel. - Peperomia argyreia (Miq.) Morr.: Sie kommt in Brasilien vor. - Peperomia argyroneura Lauterb. (Syn.: Peperomia palauensis C.DC.) - Peperomia arifolia Miq. - Peperomia aristeguietae Steyerm. - Peperomia armadana C.DC. - Peperomia armondii Yunck. - Peperomia armstrongii Villa - Peperomia aroensis Steyerm. - Peperomia artatiflora Trel. - Peperomia arthurii Trel. & Yunck. - Peperomia asarifolia Schltdl. & Cham. - Peperomia asperula Hutchison & Rauh - Peperomia asplundii Yunck. - Peperomia asterophylla Trel. - Peperomia astyla Trel. - Peperomia attenuata Yunck.: - Peperomia attenuata Yunck. var. attenuata - Peperomia attenuata var. roseispica Yunck. - Peperomia attenuata var. taveuniana Yunck. - Peperomia augescens Miq. - Peperomia aurorana Trel. & Standl. - Peperomia austin-smithii Burger - Peperomia australana Yunck. - Peperomia ayacuchoana Pino & Samain - Peperomia bajana Trel. & Yunck. - Peperomia balansana C.DC. - Peperomia balfourii C.DC. - Peperomia bamleri C.DC. - Peperomia bangii C.DC. - Peperomia bangroana C.DC. - Peperomia barahonana C.DC. - Peperomia barbarana C.DC. - Peperomia barbaranoides Yunck. - Peperomia barbata C.DC. - Peperomia barbensis (Dahlst.) Trel. - Peperomia barbinodis Trel. - Peperomia barbulipetiola C.DC. - Peperomia baronii C.DC. - Peperomia basiradicans G.Mathieu: Sie wurde 2011 aus Mexiko erstbeschrieben. - Peperomia baueriana Miq. - Peperomia bavina C.DC. - Peperomia beccarii C.DC. - Peperomia beckeri Guimar. & Alves - Peperomia bella Yunck.: - Peperomia bella Yunck. var. bella - Peperomia bella var. subcordata Yunck. - Peperomia bellatula Yunck. - Peperomia bellendenkerensis Domin. - Peperomia berlandieri Miq. - Peperomia bermudezana Trel. - Peperomia bernhardiana C.DC. - Peperomia bernieriana Miq. - Peperomia bernoullii C.DC. - Peperomia berryi Steyerm. - Peperomia berteroana Miq. - Peperomia biamenta Trel. & Yunck. - Peperomia bicolor Sodiro - Peperomia biformis C.DC. - Peperomia bilobulata C.DC. - Peperomia bismarckiana C.DC. - Peperomia biuncialis Kunth - Peperomia blackii Yunck. - Peperomia blanda (Jacq.) Kunth: - Peperomia blanda (Jacq.) Kunth var. blanda - Peperomia blanda var. cobana C.DC. - Peperomia blanda var. magnifolia C.DC. - Peperomia blanda var. microphyllophora (Trel. & Yunck.) Steyerm. - Peperomia blanda var. porriginifera (Trel. & Yunck.) Steyerm. - Peperomia blephariphylla Trel. & Yunck. - Peperomia blepharipus Trel.: - Peperomia blepharipus Trel. var. blepharipus - Peperomia blepharipus var. binispica Trel. - Peperomia blepharipus var. iquitosensis Trel. - Peperomia boekei Callejas - Peperomia boivinii C.DC. - Peperomia boliviensis C.DC. - Peperomia boninsimensis Makino - Peperomia bopiana Trel. - Peperomia borbonensis Miq. - Peperomia borburatensis Steyerm. - Peperomia botterii C.DC. - Peperomia bourneae C.DC. - Peperomia brachypoda Urb. - Peperomia brachytricha Baker: Sie kommt in Madagaskar vor. - Peperomia bracteata A.W.Hill - Peperomia bracteispica Trel. - Peperomia bradei Yunck. - Peperomia brasiliensis (Miq.) Miq. - Peperomia brevihirtella Yunck. - Peperomia breviramula C.DC. - Peperomia brevispica C.DC. - Peperomia brittonii C.DC. - Peperomia brouetiana Trel. - Peperomia bryophila C.DC. - Peperomia buchtienii Yunck. - Peperomia buxifolia Sodiro - Peperomia cacaophila Trel. & Yunck. - Peperomia cachabiana C.DC. - Peperomia caducifolia Trel. - Peperomia caducipilosa Trel. - Peperomia caespitosa C.DC. - Peperomia cainarachiana Yunck. - Peperomia caledonica C.DC. - Peperomia caliginigaudens Trel. & Yunck. - Peperomia callana Hutchison ex Pino: Sie wurde 2012 aus Peru erstbeschrieben. - Peperomia calophylla Yunck. - Peperomia calvescens Trel. - Peperomia calvicaulis C.DC. - Peperomia campinasana C.DC. - Peperomia camposii Sodiro - Peperomia camptotricha Miq. - Peperomia canalensis C.DC. - Peperomia canaminana Trel. - Peperomia candelaber Trel. - Peperomia candida (Blume) Miq. - Peperomia caniana Trel. - Peperomia canlaonensis C.DC. - Peperomia caperata Yunck.: Sie ist nur in Kultur bekannt, stammt aber möglicherweise aus Brasilien. - Peperomia capitis-bovis Trel. - Peperomia carabobensis Steyerm. & Bunting - Peperomia cardenasii Trel. - Peperomia carnevalii Steyerm. - Peperomia carnicaulis C.DC. - Peperomia carnifolia Yunck. - Peperomia carpapatana Trel. - Peperomia carpinterana C.DC. - Peperomia casapiana C.DC. - Peperomia casarettoi C.DC. - Peperomia casimirii Van Heurck & Müller - Peperomia castelosensis Yunck. - Peperomia catharinae Miq. - Peperomia catharinensis Dahlst. - Peperomia cattii Trel. - Peperomia caucana C.DC. - Peperomia caudulilimba C.DC. ex Trel. & Yunck.: - Peperomia caudulilimba C.DC. ex Trel. & Yunck. var. caudulilimba - Peperomia caulibarbis var. catharinensis C.DC. - Peperomia cavaleriei C.DC. - Peperomia cavispicata G.Mathieu: Sie wurde 2011 aus Mexiko erstbeschrieben. - Peperomia ceapanana Trel. - Peperomia celiae Yunck. - Peperomia cerea Trel. - Peperomia cereoides Pino & Cieza: Sie wurde 2003 aus Peru erstbeschrieben: - Peperomia cereoides Pino & Cieza var. cereoides - Peperomia cereoides var. reducta Pino & Cieza - Peperomia ceroderma Yunck. - Peperomia cerrateae Pino & G.Mathieu: Sie wurde 2011 erstbeschrieben. - Peperomia chalhuapuquiana Trel. - Peperomia chambesyana Trel. - Peperomia chanchamayana Trel. - Peperomia chapensis Steyerm. - Peperomia chicamochana Trel. & Yunck. - Peperomia chigorodoana Yunck. - Peperomia chimboana C.DC. - Peperomia chlorodisca Diels - Peperomia choritana Trel. - Peperomia choroniana C.DC.: - Peperomia choroniana C.DC. var. choroniana - Peperomia choroniana var. heterodoxa Steyerm. - Peperomia christophersenii Yunck. - Peperomia chrysotricha Miq. - Peperomia chutanka Pino - Peperomia ciezae Pino - Peperomia ciliaris C.DC. - Peperomia ciliatifolia Trel. - Peperomia ciliato-caespitosa M.Carvalho-Silva & E.F.Guim.: Sie wurde 2008 aus Brasilien erstbeschrieben. - Peperomia cilibractea C.DC. - Peperomia cilifolia C.DC. - Peperomia ciliifolia Yunck. - Peperomia ciliolata Miq. - Peperomia ciliolibractea C.DC. - Peperomia ciliosa C.DC. - Peperomia circinnata Link: - Peperomia circinnata Link var. circinnata - Peperomia circinnata var. major C.DC. - Peperomia circinnata var. orbicularis (C.DC.) Yunck. - Peperomia circulifolia Trel. - Peperomia cladara Yunck. - Peperomia claudii C.DC. - Peperomia clausenii Yunck. - Peperomia clavatispica Trel. & Yunck. - Peperomia clavigera Standl. & Steyerm. - Peperomia claytonioides Kunth - Peperomia clivicola Yunck. - Peperomia clivigaudens Yunck. - Peperomia clusiifolia (Jacq.) Hook.: Sie kommt in Jamaika vor. - Peperomia coarctata Trel. & Standl. - Peperomia coatzacoalcosensis Trel. - Peperomia cobana C.DC. - Peperomia cochinensis C.DC. - Peperomia cocleana Trel. - Peperomia coenosa Trel. - Peperomia cogniauxii Urb. - Peperomia collinsii Villa - Peperomia collocata Trel. - Peperomia coloniae Trel. - Peperomia colorata Kunth - Peperomia colossina C.DC. - Peperomia columella Rauh & Hutchison - Peperomia columnaris Hutchison ex Pino & Klopfenstein: Sie wurde 2005 aus Peru erstbeschrieben. - Peperomia comarapana C.DC. - Peperomia commersonii Baill. - Peperomia concava Ruiz & Pav. - Peperomia condoris Trel. - Peperomia condormiens Trel. - Peperomia condotoana Trel. & Yunck. - Peperomia confertispica Trel.: - Peperomia confertispica Trel. var. confertispica - Peperomia confertispica var. erecta Trel. - Peperomia confusa Hook. f. - Peperomia congerro Trel. & Yunck. - Peperomia congesta Kunth - Peperomia congestispica Trel. - Peperomia congona Sodiro - Peperomia conjugata Kunth - Peperomia connixa Trel. & Yunck. - Peperomia conocarpa Trel. - Peperomia consoquitlana C.DC. - Peperomia conturbans Trel. & Yunck. - Peperomia convexa (Blume) Miq. - Peperomia cookiana C.DC. - Peperomia copelandii Quisumb. - Peperomia coquimbensis Skottsb. - Peperomia corcovadensis Gardn. - Peperomia cordata Trel. & Yunck. - Peperomia cordifolia (Sw.) A.Dietr. - Peperomia cordigera Dahlst.: - Peperomia cordigera Dahlst. var. cordigera - Peperomia cordigera var. pililamina Yunck. - Peperomia cordovana C.DC. - Peperomia cordulata C.DC. - Peperomia cordulatiformis Trel. - Peperomia cordulilimba C.DC. - Peperomia coriacea Loud. - Peperomia coroicoensis Yunck. - Peperomia costata G.Mathieu: Sie wurde 2003 aus Madagaskar erstbeschrieben. - Peperomia cotoneasterifolia Trel. - Peperomia cotyledon Benth. - Peperomia coulteri C.DC. - Peperomia cowanii Yunck. - Peperomia crassicaulis Fawc. & Rendle - Peperomia crassifolia Baker - Peperomia crassispica Trel. - Peperomia crassulicaulis Trel. - Peperomia crinicaulis C.DC. - Peperomia crinigera Trel. - Peperomia crispa Sodiro - Peperomia crispipetiola Trel. - Peperomia croizatiana Steyerm. - Peperomia crotalophora Trel. - Peperomia cruciummontis Trel. - Peperomia crusculibacca Trel. - Peperomia cruzeirensis M.Carvalho-Silva, E.F.Guim. & P.S. Câmara: Sie wurde 2013 aus Brasilien erstbeschrieben. - Peperomia crypticola C.DC. - Peperomia cryptostachya Trel. & Yunck. - Peperomia crystallina Ruiz & Pav. - Peperomia cuatrecasasana Trel. - Peperomia cubensis C.DC.: Sie ist auf den Großen Antillen verbreitet. - Peperomia cubugonana Trel. & Yunck. - Peperomia cuchumatanica Véliz - Peperomia cumbreana Trel. & Yunck. - Peperomia cundinamarcana Trel. & Yunck. - Peperomia cuprea Trel.: - Peperomia cuprea Trel. var. cuprea - Peperomia cuprea var. cordulifolia Trel. - Peperomia cupularis Urb. - Peperomia curruciformis Trel. - Peperomia curticaulis Trel. - Peperomia curtipes Trel.: - Peperomia curtipes Trel. var. curtipes - Peperomia curtipes var. contracta Trel. - Peperomia curtispica C.DC. - Peperomia cushiana Trel. - Peperomia cusilluyocana Trel. - Peperomia cuspidata Dahlst. - Peperomia cuspidilimba C.DC. - Peperomia cyclaminoides A.W.Hill - Peperomia cyclophylla Miq. - Peperomia cymbifolia Pino: Sie wurde 2004 aus Peru erstbeschrieben. - Peperomia cymbifolia Pino var. cymbifolia - Peperomia cymbifolia var. goodspeedii Pino & Cieza: Sie wurde 2005 aus Peru erstbeschrieben. - Peperomia daguana Trel. & Yunck. - Peperomia dahlstedtii C.DC. - Peperomia damazioi C.DC. - Peperomia dasystachya Miq. - Peperomia dauleana C.DC. - Peperomia davidsonii Yunck. - Peperomia dawsonii Trel. - Peperomia debilipes Trel.: - Peperomia debilipes Trel. var. debilipes - Peperomia debilipes var. dimorpha Trel. - Peperomia deceptrix Trel. - Peperomia decora Dahlst.: - Peperomia decora Dahlst. var. decora - Peperomia decora var. pilosa Yunck. - Peperomia decumbens C.DC. - Peperomia decurrens C.DC. - Peperomia deficiens Trel. - Peperomia defoliata C.DC. - Peperomia degeneri Yunck. - Peperomia delascioi Steyerm. - Peperomia delicatula Hensch. - Peperomia dendrophila Schltdl. & Cham. - Peperomia dependens Ruiz & Pav. - Peperomia deppeana Schltdl. & Cham.: Sie kommt in Mexiko, Guatemala, Honduras, El Salvador, Belize, Nicaragua, Costa Rica, Panama, und Kolumbien vor. - Peperomia diamantinensis M.Carvalho-Silva, E.F.Guim. & P.S.Câmara: Sie wurde 2013 aus Brasilien erstbeschrieben. - Peperomia diaphanoides Dahlst.: Sie kommt in Brasilien vor. Mit den Varietäten: - Peperomia diaphanoides Dahlst. var. diaphanoides - Peperomia diaphanoides var. vincentensis Dahlst. - Peperomia dichotoma Regel - Peperomia diffusa C.DC. - Peperomia dimota Trel. & Yunck. - Peperomia discifolia Sodiro - Peperomia discilimba Trel. & Yunck. - Peperomia discolor (Sw.) Loud. - Peperomia disjunctiflora Yunck. - Peperomia distachyos (L.) A.Dietr.: - Peperomia distachyos (L.) A.Dietr. var. distachyos - Peperomia distachyos var. distachyoides Dahlst. - Peperomia distachyos var. pubescens C.DC. - Peperomia distachyos var. subrhombica Sodiro - Peperomia disticha Yunck. - Peperomia distractiflora Trel. - Peperomia divaricata Yunck. - Peperomia diversifolia Kunth - Peperomia doellii Phil. - Peperomia dolabella Rauh & Kimnach - Peperomia dolabriformis Kunth: Sie kommt in Ecuador und in Peru vor. Mit den Varietäten: - Peperomia dolabriformis Kunth var. dolabriformis - Peperomia dolabriformis var. brachyphylla Rauh - Peperomia dolabriformis var. confertifolia Yunck. - Peperomia dolabriformis var. glaucescens C.DC. - Peperomia dolabriformis var. grandis Hutchison ex Pino & Klopfenstein: Sie wurde 2005 aus Peru beschrieben. - Peperomia dolabriformis var. lombardii Pino: Sie wurde 2008 aus Peru beschrieben. - Peperomia dolabriformis var. multicaulis Pino & Cieza: Sie wurde 2008 aus Peru beschrieben. - Peperomia dolabriformis var. velutina Trel. - Peperomia dominicana C.DC. - Peperomia donaguiana C.DC.: - Peperomia donaguiana C.DC. var. donaguiana - Peperomia donaguiana var. longifilamentosa C.DC. - Peperomia dondonensis Trel. - Peperomia donnell-smithii C.DC. - Peperomia dorstenioides Standl. & Steyerm. - Peperomia dotana Trel. - Peperomia drapeta Trel. - Peperomia drusophila C.DC. - Peperomia dryadum C.DC. - Peperomia duartei Yunck. - Peperomia dubia Balle - Peperomia duendensis Yunck. - Peperomia durandii C.DC. - Peperomia dusenii C.DC. - Peperomia ebingeri Yunck. - Peperomia eburnea Sodiro - Peperomia ecuadorensis C.DC. - Peperomia edulis Miq. - Peperomia eekana C.DC. - Peperomia effusa Yunck. - Peperomia efimbriata Trel. - Peperomia eggersii C.DC. - Peperomia egleri Yunck. - Peperomia elata C.DC. - Peperomia elatior G.Mathieu: Sie wurde 2011 aus Mexiko erstbeschrieben. - Peperomia elegantifolia Trel. - Peperomia elliptica (Lam.) A.Dietr. - Peperomia ellipticibacca C.DC. - Peperomia ellipticorhombea C.DC. - Peperomia ellsworthii Trel. & Yunck. - Peperomia elmeri C.DC. - Peperomia elongata Kunth: - Peperomia elongata Kunth var. elongata - Peperomia elongata var. guianensis Yunck. - Peperomia elongata var. piliramea Trel. & Yunck. - Peperomia elsana Trel. & Yunck. - Peperomia emarginella (Sw. ex Wikstr.) C.DC. - Peperomia emarginulata C.DC. - Peperomia emiliana C.DC. - Peperomia endlicheri Miq.: - Peperomia endlicheri Miq. var. endlicheri - Peperomia endlicheri var. fijiana Yunck. - Peperomia endlichii C.DC. - Peperomia enenyasensis Trel. - Peperomia enervis von Mueller & C.DC. - Peperomia epidendron C.DC. - Peperomia epihippii St. John - Peperomia eripipunctulata Trel. - Peperomia erosa Hutchison ex Pino: Sie wurde 2012 aus Peru erstbeschrieben. - Peperomia erythrocaulis G.Mathieu: Sie wurde 2006 aus Madagaskar erstbeschrieben. - Peperomia erythrophlebia Trel. - Peperomia erythropremna Trel. - Peperomia erythrostachya Trel. - Peperomia esmeraldana C.DC. - Peperomia esperanzana Trel. - Peperomia espinosae Yunck. - Peperomia estaminea C.DC. - Peperomia estrellana Trel. - Peperomia ewanii Trel. & Yunck. - Peperomia exclamationis G.Mathieu: Sie wurde 2011 aus Mexiko erstbeschrieben. - Peperomia exigua (Blume) Miq. - Peperomia exiguispica Trel. - Peperomia exilamenta Trel. - Peperomia exiliramea Trel. - Peperomia expallescens C.DC. - Peperomia fagerlindii Yunck. - Peperomia falanana Trel. & Yunck. - Peperomia falcata Yunck. - Peperomia falconensis Steyerm. - Peperomia falsa A.W.Hill - Peperomia famelica Trel. - Peperomia farctifolia Trel. - Peperomia faucium-bovis Trel. - Peperomia fawcettii C.DC. - Peperomia fendleriana C.DC. - Peperomia fenzlii Regel: Sie ist nur in Kultur bekannt. - Peperomia fernandeziana Miq. - Peperomia fernandopoiana C.DC.: - Peperomia fernandopoiana C.DC. var. fernandopoiana - Peperomia fernandopoiana var. butaguensis (De Wild.) Düll - Peperomia ferreyrae Yunck.: - Peperomia ferreyrae Yunck. var. ferreyrae - Peperomia ferreyrae var. musifolia Pino: Sie wurde 2012 aus Peru erstbeschrieben. - Peperomia ficta Trel. - Peperomia filicaulis C.DC. - Peperomia filiformis Ruiz & Pav. - Peperomia fissicola Trel. - Peperomia flabilis Trel. - Peperomia flavamenta Trel. - Peperomia flavescens C.DC.: - Peperomia flavescens C.DC. var. flavescens - Peperomia flavescens var. lechleri Trel. - Peperomia flavescens var. markhami Trel. - Peperomia flavescentifolia Trel. - Peperomia flavida C.DC.: - Peperomia flavida C.DC. var. flavida - Peperomia flavida var. pubinervis Yunck. - Peperomia flexicaulis Wawra: - Peperomia flexicaulis Wawra var. flexicaulis - Peperomia flexicaulis var. microphylla Wawra - Peperomia floresensis Trel. - Peperomia fluviatilis Yunck. - Peperomia foliata Trel. - Peperomia foliiflora Ruiz & Pav. - Peperomia foliosa Kunth - Peperomia foraminum C.DC. - Peperomia fosbergii Yunck. - Peperomia fournieri C.DC. - Peperomia fragilis Yunck. - Peperomia fragilissima Trel. - Peperomia fragrans C.DC. - Peperomia fragrantissima Trel. & Yunck. - Peperomia fraseri C.DC.: Sie kommt in Kolumbien, Ecuador und Peru vor. - Peperomia fruticetorum C.DC. - Peperomia fuertesii C.DC. - Peperomia fugax C.DC. - Peperomia fulvescens Yunck. - Peperomia fundacionensis Steyerm. - Peperomia furcata Opiz - Peperomia fuscipunctata Yunck. - Peperomia fuscispica C.DC. - Peperomia futunaensis St. John - Peperomia gabinetensis Trel. & Yunck. - Peperomia galioides Kunth: Sie kommt in Mexiko, Guatemala, Honduras, El Salvador, Nicaragua, Costa Rica, Panama, Kolumbien, Venezuela, Ecuador, Peru, Brasilien, Kuba, Hispaniola und Jamaika vor. Mit den Varietäten: - Peperomia galioides Kunth var. galioides - Peperomia galioides var. aromatica C.DC. - Peperomia galioides var. glauca Pino: Sie wurde 2004 aus Peru erstbeschrieben. - Peperomia garcia-barrigana Trel. & Yunck. - Peperomia gardneriana Miq. - Peperomia gatunensis C.DC. - Peperomia gaultheriifolia Sodiro - Peperomia gayi C.DC. - Peperomia gedehana C.DC. - Peperomia gehrigeri Trel. & Yunck. - Peperomia gemella Miq. - Peperomia gentryi Steyerm. - Peperomia gibba C.DC. - Peperomia gibbonsii C.DC. - Peperomia gigantea G.Mathieu: Sie wurde 2011 aus Peru erstbeschrieben. - Peperomia giralana Cuatrec. - Peperomia glabella (Sw.) A.Dietr.: Sie kommt in Florida, Mexiko, in Mittelamerika, auf Inseln der Karibik, in Brasilien, im nördlichen und westlichen Südamerika vor. Mit den Varietäten: - Peperomia glabella (Sw.) A.Dietr. var. glabella - Peperomia glabella var. barbulata C.DC. - Peperomia glabella var. eustatiana C.DC. - Peperomia glabella var. obtusa Steyerm. - Peperomia glabrilimba C.DC. - Peperomia glabrior (C.DC.) Trel. - Peperomia glabrirhachis Trel. - Peperomia glandulosa C.DC. - Peperomia glareosa Trel. - Peperomia glassmanii Yunck. - Peperomia glazioui C.DC. - Peperomia gleicheniiformis Trel. - Peperomia globosibacca C.DC. - Peperomia globulanthera C.DC. - Peperomia globulifera Parodi - Peperomia gloriosifolia Trel. - Peperomia gorgonillana Trel. & Yunck.: - Peperomia gorgonillana Trel. & Yunck. var. gorgonillana - Peperomia gorgonillana var. hirsutula Trel. & Yunck. - Peperomia goudotii Miq. - Peperomia gracieana Görts - Peperomia gracilicaulis Yunck. - Peperomia gracilis Dahlst. - Peperomia gracilispica G.Mathieu: Sie wurde 2008 aus Ecuador erstbeschrieben. - Peperomia gracillima Wats. - Peperomia grantii Yunck. - Peperomia granulata Trel. & Yunck. - Peperomia granulatifolia Trel. - Peperomia granulatilimba Trel. - Peperomia granulosa Trel. - Peperomia graveolens Rauh & Barthlott - Peperomia griggsii C.DC. - Peperomia grisarii C.DC. - Peperomia grisebachii C.DC. - Peperomia griseoargentea Yunck.: Sie ist nur in Kultur bekannt und stammt möglicherweise aus Brasilien. - Peperomia gruendleri C.DC. - Peperomia guadaloupensis C.DC.: - Peperomia guadaloupensis C.DC. var. guadaloupensis - Peperomia guadaloupensis var. liebmanniana C.DC. - Peperomia guadalupana Trel. & Yunck. - Peperomia guaiquinimana Trel. & Yunck. - Peperomia guamana C.DC.: - Peperomia guamana C.DC. var. guamana - Peperomia guamana var. saipana Yunck. - Peperomia guanensis Trel. - Peperomia guapilesiana Trel. - Peperomia guascana Trel. - Peperomia guatemalensis C.DC. - Peperomia guayrapurana Trel. - Peperomia gucayana Trel. - Peperomia gutierrezana Yunck. - Peperomia guttulata Sodiro - Peperomia gymnophylla C.DC. - Peperomia hadrostachya Yunck. - Peperomia haematolepis Trel. - Peperomia haenkeana Opiz - Peperomia hallieri C.DC. - Peperomia hamiltonianifolia Trel. - Peperomia hammelii Grayum - Peperomia hanaensis St. John - Peperomia harlingii Yunck. - Peperomia harmandii C.DC. - Peperomia harrisii C.DC. - Peperomia hartmannii C.DC. - Peperomia hartwegiana Miq.: - Peperomia hartwegiana Miq. var. hartwegiana - Peperomia hartwegiana var. minutifolia Pino & Klopfenstein: Sie wurde 2004 aus Peru erstbeschrieben. - Peperomia hassleri C.DC. - Peperomia haughtii Trel. & Yunck. - Peperomia haworthiana (Roem. & Sch.) A.Dietr. - Peperomia haycockii C.DC. - Peperomia hebetata Trel. & Yunck. - Peperomia hedyotidea Ridley - Peperomia hemmendorffii Yunck. - Peperomia hendersonensis Yunck. - Peperomia hernandiifolia (Vahl) A.Dietr.: - Peperomia hernandiifolia (Vahl) A.Dietr. var. hernandiifolia - Peperomia hernandiifolia var. calva Trel. - Peperomia hernandiifolia var. cryptocarpa Trel. - Peperomia herrerae Trel. - Peperomia herzogii C.DC. - Peperomia hesperomannii Wawra - Peperomia heterodoxa Standl. & Steyerm. - Peperomia heterophylla Miq. - Peperomia heterostachya A.Dietr. - Peperomia heyneana Miq. - Peperomia hilariana Miq. - Peperomia hildebrandtii C.DC. - Peperomia hintonii Yunck. - Peperomia hirta C.DC. - Peperomia hirtella Miq. - Peperomia hirtellicaulis Yunck. - Peperomia hirticaulis C.DC. - Peperomia hirtipeduncula C.DC. - Peperomia hirtipetiola C.DC. - Peperomia hispidorhachis Yunck. - Peperomia hispidosa Dahlst. - Peperomia hispidula (Sw.) A.Dietr.: - Peperomia hispidula (Sw.) A.Dietr. var. hispidula - Peperomia hispidula var. muscophila (C.DC.) C.DC. - Peperomia hispidula var. sellowiana (Miq.) Dahlst. - Peperomia hispiduliformis Trel.: - Peperomia hispiduliformis Trel. var. hispiduliformis - Peperomia hispiduliformis var. ciliosa Yunck. - Peperomia hobbitoides T.Wendt: Sie wurde 2003 aus Mexiko erstbeschrieben. - Peperomia hodgei Yunck. - Peperomia hoelscheri Winkler - Peperomia hoffmannii C.DC. - Peperomia hombronii C.DC. - Peperomia hondoana Trel. & Standl. - Peperomia honigii Steyerm. - Peperomia huacapistanana Trel. - Peperomia huallagana Trel.: - Peperomia huallagana var. compacta Trel. - Peperomia huallagana Trel. var. huallagana - Peperomia huantana Trel.: - Peperomia huantana var. enenyasana Trel. - Peperomia huantana Trel. var. huantana - Peperomia huanucoana Trel. - Peperomia huatuscoana C.DC. - Peperomia huberi C.DC. - Peperomia humbertii G.Mathieu: Sie wurde 2003 aus Madagaskar erstbeschrieben. - Peperomia humifusa Yunck. - Peperomia humilis A.Dietr.: - Peperomia humilis A.Dietr. var. humilis - Peperomia humilis var. cumulicola (Small) Ward: Sie wurde 2001 aus Florida erstbeschrieben. - Peperomia hunteriana Forster - Peperomia hutchisonii Yunck. - Peperomia hydrocotyloides Miq.: - Peperomia hydrocotyloides Miq. var. hydrocotyloides - Peperomia hydrocotyloides var. prolifera Trel. - Peperomia hydrocotyloides var. setosa Yunck. - Peperomia hygrophiloides C.DC. - Peperomia hylophila C.DC. - Peperomia hypoleuca Miq. - Peperomia hyporhoda Trel. - Peperomia ibiramana Yunck. - Peperomia ilaloensis Sodiro - Peperomia imbracteata Yunck. - Peperomia imerinae C.DC. - Peperomia immolata Trel. & Yunck. - Peperomia inaequalifolia Ruiz & Pav. - Peperomia inaequalilimba C.DC. - Peperomia inaequilatera Trel. - Peperomia incana (Haw.) Hook.: Sie kommt in Brasilien vor. - Peperomia incisa Trel. - Peperomia inconspicua C.DC. - Peperomia increscens Miq. - Peperomia induratifolia Trel. - Peperomia infralutea Trel. & Yunck. - Peperomia infravillosa Trel. - Peperomia inquilina Hemsl. - Peperomia insueta Trel. - Peperomia involucrata Sodiro - Peperomia irazuana C.DC. - Peperomia itatiaiana Yunck. - Peperomia itayana Trel. - Peperomia jalcaensis Pino: Sie wurde 2011 aus Peru erstbeschrieben. - Peperomia jamaicana Yunck. - Peperomia jamesoniana C.DC.: - Peperomia jamesoniana C.DC. var. jamesoniana - Peperomia jamesoniana var. longifolia Trel. & Yunck. - Peperomia jaraguana C.DC. - Peperomia josei Yunck. - Peperomia junghuhniana Miq. - Peperomia juniniana Trel. - Peperomia juruana C.DC. - Peperomia kalimatina C.DC. - Peperomia kamerunana C.DC. - Peperomia kanalensis C.DC. - Peperomia kimnachii Rauh - Peperomia kipahuluensis St. John & Lamoureux - Peperomia kjellii G.Mathieu: Sie wurde 2008 aus Kolumbien erstbeschrieben. - Peperomia klopfensteinii Pino & Cieza: Sie wurde 2011 aus Peru erstbeschrieben. - Peperomia klotzschiana Miq. - Peperomia klugiana Trel. & Yunck. - Peperomia kokeana Yunck. - Peperomia kotana C.DC. - Peperomia kraemeri C.DC. - Peperomia kravangensis Miq. - Peperomia kuhliana Miq. - Peperomia kuntzei C.DC. - Peperomia kurzii C.DC. - Peperomia kusaiensis Hosokawa - Peperomia ladronica Hosokawa - Peperomia laeteviridis Engl. - Peperomia laevifolia (Blume) Miq. - Peperomia laevilimba Yunck. - Peperomia lagunaensis C.DC. - Peperomia lanaoensis C.DC. - Peperomia lanceolata C.DC. - Peperomia lanceolatopeltata C.DC. - Peperomia lancifolia Hook.: - Peperomia lancifolia Hook. var. lancifolia - Peperomia lancifolia var. multispicata C.DC. - Peperomia lancifolioidea Burger - Peperomia lancilimba C.DC. - Peperomia lanosa Trel. - Peperomia lanuginosa Pino: Sie wurde 2004 aus Peru erstbeschrieben. - Peperomia lasiophylla C.DC. - Peperomia lasiorhachis C.DC. - Peperomia lasiostigma C.DC.: - Peperomia lasiostigma C.DC. var. lasiostigma - Peperomia lasiostigma var. carnosa (C.DC.) Yunck. - Peperomia lasiostigma var. microlimba Yunck. - Peperomia latibracteata Quisumb. - Peperomia latifolia Miq. - Peperomia latilimba Yunck. - Peperomia latimerana C.DC. - Peperomia lauterbachii Schum. - Peperomia lawrancei Trel. & Yunck. - Peperomia laxiflora Kunth: - Peperomia laxiflora Kunth var. laxiflora - Peperomia laxiflora var. perrubescens Trel. & Yunck. - Peperomia ledermannii C.DC. - Peperomia lehmannii C.DC. - Peperomia lenticularis Parodi - Peperomia leptophylla Miq. - Peperomia leptostachya Hook. & Arn. - Peperomia leptostachyoides C.DC. - Peperomia leucanthera C.DC. - Peperomia leucorrhachis C.DC. - Peperomia leucostachya C.DC. - Peperomia lewisii Proctor - Peperomia liclicensis Pino & Klopfenstein: Sie wurde 2003 aus Peru erstbeschrieben. - Peperomia liebmannii C.DC. - Peperomia liesneri Steyerm. - Peperomia lifuana C.DC. - Peperomia lignescens C.DC. - Peperomia ligustrina Hillebr. - Peperomia linaresii Véliz: Sie wurde 2007 aus El Salvador erstbeschrieben. - Peperomia lindeniana Miq. - Peperomia lindmaniana Dahlst. - Peperomia litana Trel. & Yunck. - Peperomia llewelynii Trel. & Yunck. - Peperomia loefgrenii Yunck. - Peperomia lonchophylloides C.DC. - Peperomia longepedunculata Opiz - Peperomia longibacca C.DC. - Peperomia longicaulis C.DC. (Syn.: Peperomia parasitica var. longicaulis (C.DC.) Trel. & Yunck., Peperomia parasitica C.DC.) - Peperomia longipes C.DC. - Peperomia longipetiolata Trel. & Yunck. - Peperomia longipila C.DC. - Peperomia lorentzii C.DC.: - Peperomia lorentzii C.DC. var. lorentzii - Peperomia lorentzii var. boliviensis Yunck. - Peperomia loucoubeana C.DC. - Peperomia loxensis Kunth - Peperomia luisana Trel. & Standl. - Peperomia lyallii C.DC.: Sie kommt in Madagaskar vor. - Peperomia lyman-smithii Yunck.: - Peperomia lyman-smithii Yunck. var. lyman-smithii - Peperomia lyman-smithii var. macrophylla Yunck. - Peperomia macbrideana Trel. - Peperomia macedoana Yunck. - Peperomia macraeana C.DC. - Peperomia macrandra C.DC. - Peperomia macrocarpa C.DC. - Peperomia macrorhiza Kunth - Peperomia macrostachyos (Vahl) A.Dietr. - Peperomia macrothyrsa Miq. - Peperomia macrotricha C.DC. - Peperomia maculosa (L.) Hook. - Peperomia maestrana Trel. - Peperomia magnifoliiflora G.Mathieu: Sie wurde 2008 aus Bolivien erstbeschrieben. - Peperomia magnoliifolia (Jacq.) A.Dietr.: - Peperomia magnoliifolia var. alata C.DC. - Peperomia magnoliifolia (Jacq.) A.Dietr. var. magnoliifolia - Peperomia magnoliifolia var. rostrata Dahlst. - Peperomia magnoliifolia var. subrotunda Dahlst. - Peperomia magnoliifolia var. variifolia C.DC. - Peperomia maguirei Yunck. - Peperomia maijeri Pino & Samain: Sie wurde 2012 aus Peru erstbeschrieben. - Peperomia majalis Trel. - Peperomia mala Trel. - Peperomia mameiana C.DC. - Peperomia manabina C.DC. - Peperomia manarae Steyerm. - Peperomia mandioccana Miq. - Peperomia mantadiana G.Mathieu: Sie wurde 2003 aus Madagaskar erstbeschrieben. - Peperomia mantaroana Pino: Sie wurde 2012 aus Peru erstbeschrieben. - Peperomia mantiquerana C.DC. - Peperomia mapulehuana Yunck. - Peperomia marahuacensis Steyerm. - Peperomia maransara Trel. - Peperomia marcapatana Trel. - Peperomia marchionensis Brown - Peperomia marcoana C.DC. - Peperomia margaritifera Bert. ex Hook. - Peperomia mariannensis C.DC. - Peperomia marivelesana C.DC. - Peperomia marmorata Hook. f.: Sie kommt im brasilianischen Bundesstaat Rio de Janeiro vor. - Peperomia marshalliana Trel. - Peperomia martiana Miq.: - Peperomia martiana Miq. var. martiana - Peperomia martiana var. nervosa Yunck. - Peperomia mathewsiana Miq. - Peperomia mathewsii C.DC. - Peperomia mathieui Pino & Samain: Sie wurde 2012 aus Peru erstbeschrieben. - Peperomia matlalucaensis C.DC. - Peperomia mauiensis Wawra - Peperomia maxwellana C.DC. - Peperomia maypurensis Kunth: Sie kommt in Venezuela und in Peru vor. - Peperomia meeboldii C.DC. - Peperomia megalepis Trel. - Peperomia megalopoda Trel. - Peperomia megapotamica Dahlst. - Peperomia melanokirrocarpa Gilli - Peperomia melanosticta Sodiro: - Peperomia melanostigma var. angustifolia Miq. - Peperomia melanosticta Sodiro var. melanosticta - Peperomia melinii Yunck. - Peperomia membranacea Hook. & Arn. - Peperomia menkeana Miq. - Peperomia mercedana C.DC.: - Peperomia mercedana var. carpapatana Trel. - Peperomia mercedana C.DC. var. mercedana - Peperomia meridana Yunck. - Peperomia merrillii C.DC. - Peperomia mesitasana Trel. & Yunck. - Peperomia metallica Lind. & Rod.: Sie ist nur aus Kultur bekannt. - Peperomia metcalfii Trel. & Yunck. - Peperomia mexicana (Miq.) Miq. - Peperomia microlepis Trel. - Peperomia micromamillata Trel. - Peperomia micromerioides Sodiro - Peperomia microphylla Kunth - Peperomia microstachya C.DC. - Peperomia millei Sodiro - Peperomia mindoroensis C.DC. - Peperomia minensis Hensch. - Peperomia minuta A.W.Hill - Peperomia minutilimba (Yunck.) St. John - Peperomia miqueliana C.DC. - Peperomia mishuyacana Trel. - Peperomia mitchelioides Sodiro - Peperomia mitoensis Pino & Samain: Sie wurde 2012 aus Peru erstbeschrieben. - Peperomia mocoana Yunck. - Peperomia mocquerysii C.DC. - Peperomia modicilimba C.DC. - Peperomia molleri C.DC.: - Peperomia molleri C.DC. var. molleri - Peperomia molleri subsp. ukagurensis Verdcourt - Peperomia mollicaulis C.DC. - Peperomia mollis Kunth - Peperomia mollisoides Yunck. - Peperomia monostachya Ruiz & Pav. - Peperomia montana C.DC. - Peperomia montecristana Trel. - Peperomia monticola Miq. - Peperomia montium C.DC. - Peperomia moralesii Véliz: Sie wurde 2007 aus Guatemala erstbeschrieben. - Peperomia moreliana Yunck. - Peperomia mosenii Dahlst. - Peperomia moulmeiniana C.DC. - Peperomia moyebambana (C.DC.) C.DC. - Peperomia multifolia Yunck. - Peperomia multiformis Trel. - Peperomia multispica C.DC. - Peperomia muricatulata Colenso - Peperomia muscicola Ridley - Peperomia muscigaudens C.DC. - Peperomia muscipara Trel. & Yunck. - Peperomia muscisedens C.DC. - Peperomia muscorum St. John - Peperomia mutilata Trel. - Peperomia myrtifolia (Vahl) A.Dietr.: - Peperomia myrtifolia (Vahl) A.Dietr. var. myrtifolia - Peperomia myrtifolia var. oblongifolia Regel - Peperomia myrtifolia var. ovatifolia Regel - Peperomia naevifolia Trel. - Peperomia naitasiriensis Yunck. - Peperomia nakaharai Hayata - Peperomia namosiana Yunck. - Peperomia nandalana Yunck.: - Peperomia nandalana Yunck. var. nandalana - Peperomia nandalana var. nudipeduncula Yunck. - Peperomia nandarivatensis Yunck. - Peperomia naviculifolia Trel. - Peperomia neblinana Yunck. - Peperomia nebuligaudens Trel. - Peperomia negrosensis C.DC. - Peperomia nequejahuirana Trel.: Sie kommt in Bolivien vor. - Peperomia nervosovenosa (Blume) Miq.: Sie kommt nur in Java vor. - Peperomia nicolliae G.Mathieu: Sie wurde 2003 aus Madagaskar erstbeschrieben. - Peperomia nicoyana C.DC.: Sie kommt in Costa Rica vor. - Peperomia niederleinii C.DC.: Sie kommt in Argentinien vor. - Peperomia nigricans Trel.: Sie kommt in Peru vor. - Peperomia nigro-oculata Trel.: Sie kommt in Peru vor. - Peperomia nigropunctata Miq.: Sie ist in Zentralamerika und auf karibischen Inseln verbreitet. - Peperomia nigro-ungulata Trel. & Yunck. - Peperomia nitida Dahlst.: Sie ist in Brasilien verbreitet. - Peperomia nivalis Miq.: Sie kommt nur in Peru vor. Mit den Varietäten: - Peperomia nivalis Miq. var. nivalis - Peperomia nivalis var. compacta Pino & Cieza: Sie wurde 2003 aus Peru erstbeschrieben. - Peperomia nivalis var. lepadiphylla (Trel.) Pino: Sie wurde 2010 aus Peru erstbeschrieben. - Peperomia nivalis var. sanmarcensis Pino & Cieza: Sie wurde 2004 aus Peru erstbeschrieben. - Peperomia nizaitoensis C.DC.: Sie kommt nur in der Dominikanischen Republik vor. - Peperomia nodosa Yunck.: Sie kommt nur auf Fidschi vor. - Peperomia non-alata Trel.: Sie kommt in Peru vor. - Peperomia nossibeana C.DC.: Sie kommt in Madagaskar vor. - Peperomia novemnervia C.DC.: Sie kommt auf Samoa vor. - Peperomia nudicaulis C.DC.: Sie kommt in Bolivien vor. - Peperomia nudifolia C.DC.: Sie ist in Brasilien verbreitet. - Peperomia nummularioides Griseb.: Sie kommt in Chile vor. - Peperomia oahuensis C.DC.: Sie kommt nur auf Oʻahu vor. - Peperomia obcordata Presl: Sie kommt in Peru vor. - Peperomia obcordatifolia Trel.: Sie kommt in Peru vor. - Peperomia obex Trel.: Sie kommt in Peru vor. - Peperomia oblancifolia Yunck.: Sie kommt nur auf den Cook-Inseln vor. - Peperomia obliqua Ruiz & Pav.: Sie kommt in Peru vor. - Peperomia oblongifolia C.DC.: Sie kommt in Costa Rica vor. - Peperomia obovalis Trel. & Yunck.: Sie kommt in Kolumbien vor. - Peperomia obovatilimba C.DC.: Sie kommt nur auf Maui vor. - Peperomia obruenda Trel.: Sie kommt in Peru vor. - Peperomia obscurifolia C.DC.: Sie ist in Zentralamerika (Costa Rica, Guatemala, Honduras, Panama) verbreitet. - Peperomia obtusifolia (L.) A.Dietr.: Sie ist von Florida und Mexiko über Zentralamerika und auf Karibischen Inseln bis Südamerika weitverbreitet. Mit den Varietäten: - Peperomia obtusifolia (L.) A.Dietr. var. obtusifolia: - Peperomia obtusifolia var. alveolata (Trel.) Alain: Sie kommt nur auf Hispaniola vor. - Peperomia obtusifolia var. grandifolia Miq.: Sie ist in Brasilien verbreitet. - Peperomia obtusifolia var. papyracea Griseb.: Sie kommt nur auf Jamaika sowie St. Vincent vor. - Peperomia obtusifolia var. parvifolia (C.DC.) Dahlst.: Sie kommt nur auf Kuba vor. - Peperomia occulta G.Mathieu: Sie wurde 2011 aus Mexiko erstbeschrieben. - Peperomia ocoana Ekman ex Trel.: Sie kommt nur in der Dominikanischen Republik vor. - Peperomia ocrosensis G.Mathieu & Pino: Sie wurde 2011 aus Peru erstbeschrieben. - Peperomia ocumarana Trel. & Yunck.: Sie kommt in Costa Rica und Venezuela vor. - Peperomia oerstedii C.DC. - Peperomia olens C.DC.: Sie kommt in Bolivien vor. - Peperomia olivacea C.DC.: Sie kommt in Zentralamerika vor. - Peperomia oliveri Florence & Wagner: Sie kommt auf den Marquesas-Inseln vor. - Peperomia ollantaitambona Trel.: Sie kommt in Peru vor. - Peperomia ophistachyera Gilli: Sie kommt in Ecuador vor. - Peperomia orba Bunting: Sie wurde nach einem kultivierten Exemplar dessen Ursprung unbekannt ist erstbeschrieben. - Peperomia orbiculimba Yunck.: - Peperomia orbiculimba Yunck. var. orbiculimba: Dieser Endemit kommt auf Fidschi nur auf der Insel Ovalau vor. - Peperomia orbiculimba var. mathuataensis Yunck.: Dieser Endemit kommt auf Fidschi nur auf der Insel Vanua Levu vor. - Peperomia oreophila Hensch.: Sie kommt in Brasilien vor. - Peperomia oscarii Trel. & Yunck.: Sie kommt in Kolumbien vor. - Peperomia ottoniana Kunth ex Miq.: Sie kommt in Mexiko vor. - Peperomia ouabianae C.DC.: - Peperomia ouabianae C.DC. var. ouabianae: Sie kommt in Brasilien und Venezuela vor. - Peperomia ouabianae var. sanluisensis Steyerm.: Sie kommt in Venezuela vor. - Peperomia ovatopeltata C.DC.: Sie ist von Mexiko über Guatemala bis Honduras verbreitet. - Peperomia oxycarpa C.DC.: Sie kommt in Mexiko vor. - Peperomia oxyphylla C.DC.: Sie kommt in Peru vor. - Peperomia pachiteana Trel.: Sie kommt in Peru vor. - Peperomia pachydermis C.DC.: Sie kommt in Bolivien sowie Brasilien vor. - Peperomia pachystachya C.DC.: Sie kommt in Ecuador vor. - Peperomia pacifica Nakai: Sie kommt in Japan vor. - Peperomia pacificicola Hosokawa: Dieser Endemit kommt nur auf der Marianen-Insel Saipan vor. - Peperomia painteri Trel.: Sie kommt in Mexiko vor. - Peperomia pakipski C.DC.: Sie kommt in Peru vor. - Peperomia palcana C.DC.: Sie kommt in Peru vor. - Peperomia pallens Kunth:Sie kommt in Kolumbien vor. - Peperomia pallescens Miq.: Sie kommt in Guatemala vor. - Peperomia pallida (Forst. f.) A.Dietr.: - Peperomia pallida (Forst. f.) A.Dietr. pallida: Sie kommt nur auf Niue, die zu den Gesellschaftsinseln gehört vor. - Peperomia pallida var. niueana Yunck.: Sie kommt nur auf Niue, die zu den Gesellschaftsinseln gehört vor. - Peperomia pallidibacca C.DC.: Sie kommt nur auf Luzon vor. - Peperomia pallidinervis C.DC.: Sie kommt nur auf Vanuatu vor. - Peperomia palmana C.DC.: - Peperomia palmana C.DC. var. palmana: Sie kommt in Costa Rica vor. - Peperomia palmana var. fragrans C.DC.: Sie kommt in Costa Rica vor. - Peperomia palmana var. valerionum Trel.: Sie kommt in Costa Rica vor. - Peperomia palmiformis Pino & Samain: Sie kommt in Peru vor. - Peperomia palmiriensis C.DC.: Sie kommt in Kolumbien vor. - Peperomia pampalcana Trel.: Sie kommt in Peru vor. - Peperomia pandiana C.DC.: Sie kommt in Kolumbien sowie Ecuador vor - Peperomia pangerangoana C.DC.: Sie kommt nur auf Java vor. - Peperomia papillispica C.DC.: Sie kommt in Brasilien vor. - Peperomia papillosa Dahlst.: Sie kommt auf Kuba vor. - Peperomia paradoxa Diels: Sie kommt in Ecuador vor. - Peperomia paraguayensis Parodi: Sie kommt in Paraguay vor. - Peperomia paramuna Callejas: Sie wurde 2011 aus Costa Rica erstbeschrieben. - Peperomia parasitica C.DC.: Sie kommt in Ecuador vor. - Peperomia parcicilia C.DC.: Sie kommt auf Java vor. - Peperomia parcifolia C.DC.: Sie kommt in Brasilien vor. - Peperomia parcipeltata G.Mathieu: Sie wurde 2008 aus Ecuador erstbeschrieben. - Peperomia parhamii Yunck.: Dieser Endemit kommt nur auf der Fidschi-Insel Viti Levu vor. - Peperomia pariensis Steyerm.: Sie kommt in Venezuela vor. - Peperomia parnassiifolia Miq.: Sie kommt in Brasilien vor. - Peperomia parva Trel.: Sie kommt in Peru vor. - Peperomia parvibacca C.DC.: Sie kommt in auf Borneo vor. - Peperomia parvibractea C.DC.: Sie kommt in Indien vor. - Peperomia parvicaulis C.DC.: Sie kommt in auf Sumatra vor. - Peperomia parvifolia C.DC.: Sie ist in Südamerika (Argentinien, Bolivien, Peru) verbreitet. - Peperomia parvilimba C.DC.: Sie kommt in Ecuador vor. - Peperomia parvipunctulata Trel.: Sie kommt in Peru vor. - Peperomia parvisagittata G.Mathieu & Pino: Sie wurde 2011 aus Peru erstbeschrieben. - Peperomia parvulifolia Trel.: Sie kommt nur in der Dominikanischen Republik vor. - Peperomia pascuicola C.DC.: Sie ist von Mexiko bis Panama verbreitet. - Peperomia patula C.DC.: Sie kommt in Venezuela vor. - Peperomia pavoniana C.DC.: Sie kommt in Peru vor. - Peperomia pearcei Trel.: Sie kommt in Peru vor. - Peperomia peckelii C.DC.: Sie kommt nur auf dem Bismarck-Archipel vor. - Peperomia pecuniifolia Trel. & Standl.: Sie kommt von Mexiko bis Guatemala vor. - Peperomia pedicellata Dahlst.: Sie kommt von Mexiko bis El Salvador vor. - Peperomia pedunculata C.DC.: Sie kommt in Madagaskar und Reunion vor. - Peperomia pellucida (L.) Kunth: Sie kommt ursprünglich im tropischen Afrika, auf der Arabischen Halbinsel, in Papua-Neuguinea, auf den Salomonen, in Samoa, Mexiko, auf Inseln in der Karibik, in Mittel- und Südamerika vor. In Nordamerika, Australien, auf Reunion, auf Inseln im Pazifik, in China und im tropischen Asien ist sie ein Neophyt. Mit den Varietäten: - Peperomia pellucida (L.) Kunth var. pellucida - Peperomia pellucida var. argentina Yunck.: Sie kommt in Argentinien vor. - Peperomia pellucidoides Yunck.: Sie kommt in Brasilien vor. - Peperomia pellucidopunctulata C.DC.: Sie kommt auf den Philippinen vor. - Peperomia peltaphylla Trel. & Yunck.: Sie kommt in Kolumbien vor. - Peperomia peltifolia C.DC.: Sie kommt in Bolivien vor. - Peperomia peltigera C.DC.: Sie kommt in Ecuador vor. - Peperomia peltilimba C.DC. ex Trel.: Sie ist von Mexiko bis Nicaragua und Costa Rica verbreitet. - Peperomia peltoidea Kunth: Sie ist in Kolumbien, Ecuador sowie Venezuela verbreitet. - Peperomia pendulicaulis C.DC.: Sie ist in Kolumbien, Ecuador verbreitet. - Peperomia penduliramea Yunck.: Sie kommt in Ecuador vor. - Peperomia penicillata C.DC.: - Peperomia penicillata var. penicillata C.DC.: Sie kommt auf den großen Antillen vor. - Peperomia penicillata var. magnifolia C.DC.: Sie kommt nur auf Jamaika vor. - Peperomia peninsularis Trel.: Sie kommt in Costa Rica vor. - Peperomia pennellii Trel. & Yunck.: Sie ist in Venezuela, Bolivien, Kolumbien, Ecuador sowie Peru verbreitet. - Peperomia pentadactyla Yunck.: Sie kommt in Bolivien vor. - Peperomia peploides Kunth: Sie kommt in Ecuador vor. - Peperomia percalvescens Trel.: Sie kommt in Peru vor. - Peperomia perciliata Yunck.: Sie kommt in Kolumbien vor. - Peperomia pereirae Yunck.: Sie kommt in Brasilien vor - Peperomia pereneana Trel.: Sie kommt in Peru vor. - Peperomia pereskiifolia (Jacq.) Kunth: Sie ist in Zentralamerika, in Brasilien und im westlichen und nördlichen Südamerika verbreitet. - Peperomia perforata Opiz: - Peperomia perforata Opiz var. perforata: Sie ist von Mexiko über Guatemala bis Honduras verbreitet. - Peperomia perforata var. glabrata Opiz: Sie kommt in Mexiko vor. - Peperomia perglandulosa Yunck.: Sie kommt in Panama, Kolumbien sowie Ecuador vor. - Peperomia perlongicaulis Yunck.: Sie kommt in Brasilien vor. - Peperomia perlongipedunculata Trel. & Yunck.: Sie kommt in Kolumbien vor. - Peperomia perlongipes C.DC.: Sie kommt in Bolivien vor. - Peperomia perlongispica Yunck.: Sie kommt in Bolivien vor. - Peperomia pernambucensis Miq.: - Peperomia pernambucensis Miq. var. pernambucensis: Sie ist in Zentral- und Südamerika verbreitet. - Peperomia pernambucensis var. humilis Wawra: Sie kommt in Brasilien vor. - Peperomia pernambucensis var. procera Wawra: Sie kommt in Brasilien vor. - Peperomia perodiniana Trel.: Sie kommt nur in Haiti vor. - Peperomia persucculenta Yunck.: Sie kommt in Ecuador vor. - Peperomia persulcata Yunck.: Sie kommt in Ecuador vor. - Peperomia pertomentella Trel.: Sie kommt in Peru vor. - Peperomia peruviana Dahlst.: Sie kommt in Ecuador, Bolivien, Peru und in Argentinien vor. Mit den Varietäten: - Peperomia peruviana Dahlst. var. peruviana: Sie ist in Südamerika verbreitet. - Peperomia peruviana var. major A.W.Hill ex Yunck.: Sie kommt in Peru vor. - Peperomia petiolaris C.DC.: Sie wurde in Costa Rica, Kuba und Paraguay gefunden. - Peperomia petiolata Hook.: Sie kommt auf den Galápagos-Inseln vor. - Peperomia petraea C.DC.: Sie kommt in Ecuador vor. - Peperomia petriei C.DC.: Sie kommt in Neuseeland vor. - Peperomia petrophila C.DC.: - Peperomia petrophila C.DC. var. petrophila: Sie ist von Mexiko über Zentralamerika bis Venezuela verbreitet. - Peperomia petrophila var. brevipetiola Trel. & Yunck.: Sie kommt in Kolumbien vor. - Peperomia philipsonii Yunck.: - Peperomia philipsonii Yunck. var. philipsonii: Sie kommt in Kolumbien vor. - Peperomia philipsonii var. panamensis Yunck.: Sie kommt in Panama vor. - Peperomia phyllantha Opiz: Sie kommt in Peru vor. - Peperomia phyllanthopsis Trel. & Yunck.: Sie kommt in Kolumbien vor. - Peperomia pichinchae C.DC.: Sie kommt in Ecuador vor. - Peperomia pichisensis Trel.: Sie kommt in Peru vor. - Peperomia pilicaulis C.DC.: Sie ist in Zentral- und Südamerika verbreitet. - Peperomia pilifera Trel.: Sie kommt in Peru vor. - Peperomia pillahuatana Trel.: Sie kommt in Peru vor. - Peperomia pilosa Ruiz & Pav.: Sie kommt in Peru vor. - Peperomia pilostigma Yunck.: Dieser Endemit kommt nur auf der Fidschi-Insel Vanua Mbalavu vor. - Peperomia pilulifera Trel.: Sie kommt in Costa Rica vor. - Peperomia pinedoana Trel.: Sie kommt in Peru vor. - Peperomia pinoi G.Mathieu: Sie wurde 2008 aus Peru erstbeschrieben. - Peperomia piresii Yunck.: Sie kommt in Brasilien vor. - Peperomia pitcairnensis C.DC.: Sie kommt nur auf den Pitcairn-Inseln vor. - Peperomia pitiguayana Trel.: Sie kommt in Bolivien vor. - Peperomia pittieri C.DC.: Sie kommt in Costa Rica vor. - Peperomia playapampana Trel.: Sie kommt in Peru vor. - Peperomia pleiomorpha Trel.: Sie kommt in Peru vor. - Peperomia plicatifolia Trel.: Sie kommt in Peru vor. - Peperomia plurispica Trel.: Sie kommt in Peru vor. - Peperomia pluvisilvatica G.Mathieu: Sie wurde 2003 aus Madagaskar erstbeschrieben. - Peperomia poasana C.DC.: Sie kommt in Costa Rica vor. - Peperomia polybotrya Kunth: Sie kommt in Kolumbien vor. - Peperomia polycephala Trel.: Sie kommt in Peru vor. - Peperomia polymorpha Trel.: Sie kommt in Peru vor. - Peperomia polystachyoides Dahlst.: Sie kommt in Brasilien vor. - Peperomia polystachyos (Ait.) Hook.: Sie kommt nur in Jamaika vor. - Peperomia polzii Rauh ex Bogner: Sie 2005 aus Peru erstbeschrieben. - Peperomia ponapensis C.DC.: Sie kommt nur auf den Karolinen vor. - Peperomia pongoana Trel.: Sie kommt in Peru vor. - Peperomia pontina Trel.: Sie kommt in Peru vor. - Peperomia popayanensis Trel. & Yunck.: Sie kommt in Kolumbien vor. - Peperomia porphyridea Diels: Sie kommt in Ecuador vor. - Peperomia portobellensis Beurl.: Sie kommt nur in Panama vor. - Peperomia portoricensis Urb.: Sie wurde in Peru und Puerto Rico gefunden. - Peperomia portuguesensis Steyerm.: Sie kommt in Venezuela vor. - Peperomia portulacoides (Lam.) A.Dietr.: - Peperomia portulacoides (Lam.) A.Dietr. var. portulacoides: Sie kommt in Indien, Sri Lanka und auf Mauritius, Réunion sowie auf den Seychellen vor. - Peperomia portulacoides var. hirtella Wawra: Sie kommt nur in Sri Lanka vor. - Peperomia ppucu-ppucu Trel.: Sie kommt in Peru vor. - Peperomia praecox Trel.: Sie kommt in Costa Rica vor. - Peperomia praematura Trel. & Yunck.: Sie kommt in Kolumbien vor. - Peperomia praeruptorum Trel.: Sie kommt in Peru vor. - Peperomia praetenuis Trel.: Sie kommt in Belize vor. - Peperomia praeteruentifolia Trel.: Sie kommt in El Salvador sowie Honduras vor. - Peperomia pringlei C.DC.: Sie ist in Mexiko verbreitet. - Peperomia proctorii Yunck.: Sie kommt nur in Jamaika vor. - Peperomia procumbens C.DC.: - Peperomia procumbens var. brachystachya C.DC.: Sie kommt in Peru vor. - Peperomia procumbens C.DC. var. procumbens: Sie kommt in Peru vor. - Peperomia productamenta Trel.: Sie kommt nur in Haiti vor. - Peperomia profissa Trel.: Sie kommt in Peru vor. - Peperomia prolifera Yunck.: Sie kommt in Peru vor. - Peperomia propugnaculi Trel.: Sie kommt nur in Haiti vor. - Peperomia prostrata Williams: Sie kommt im brasilianischen Bundesstaat Minas Gerais vor. - Peperomia pseudoalpina Trel.: Sie ist von Mexiko, Guatemala, Costa Rica, El Salvador, Honduras und Nicaragua bis Panama verbreitet. - Peperomia pseudoalternifolia Trel. & Yunck.: Sie kommt in Kolumbien vor. - Peperomia pseudoamplexicaulis C.DC.: Sie kommt in Kuba vor. - Peperomia pseudobcordata Yunck.: Sie kommt in Brasilien vor. - Peperomia pseudoboliviensis Trel.: Sie kommt in Costa Rica vor. - Peperomia pseudocasarettoi C.DC.: Sie kommt in Costa Rica vor. - Peperomia pseudocobana Yunck.: Sie kommt in Bolivien vor. - Peperomia pseudodependens C.DC.: Sie kommt in Venezuela vor. - Peperomia pseudoestrellensis C.DC.: Sie kommt in Brasilien vor. - Peperomia pseudofurcata C.DC.: Sie ist in Bolivien, Ecuador sowie Peru verbreitet. - Peperomia pseudoglabella Steyerm.: Sie kommt in Venezuela vor. - Peperomia pseudopereskiifolia C.DC.: Sie ist von Mexiko über Belize sowie Guatemala, Nicaragua, Costa Rica bis Bolivien, Ecuador sowie Peru verbreitet und kommt in Kuba vor. - Peperomia pseudoperuviana (Pino) Pino: Sie wurde 2011 aus Peru erstbeschrieben. - Peperomia pseudophyllantha Samain: Sie wurde 2008 aus Peru erstbeschrieben. - Peperomia pseudorhombea C.DC.: - Peperomia pseudorhombea C.DC. var. pseudorhombea: Sie kommt nur in Sri Lanka vor. - Peperomia pseudorhombea var. tenuis Trimen: Sie kommt nur in Sri Lanka vor. - Peperomia pseudorhynchophoros C.DC.: Sie ist von Costa Rica über Nicaragua bis Panama und von Kolumbien über Ecuador, Bolivien bis Peru verbreitet. - Peperomia pseudorufescens C.DC.: Sie kommt in Bolivien vor. - Peperomia pseudosalicifolia Trel.: Sie kommt in Peru vor. - Peperomia pseudoumbilicata Yunck.: Sie kommt in Bolivien vor. - Peperomia pseudovariegata C.DC.: Sie kommt in Kolumbien sowie Ecuador vor. - Peperomia pseudoverruculosa G.Mathieu: Sie wurde 2011 aus Peru erstbeschrieben. - Peperomia psilophylla C.DC.: Sie kommt in Bolivien vor. - Peperomia psilostachya C.DC.: - Peperomia psilostachya var. angustifolia C.DC.: Sie kommt in Paraguay vor. - Peperomia psilostachya var. glaberrima C.DC.: Sie kommt in Brasilien vor. - Peperomia psilostachya C.DC. var. psilostachya: Sie ist von Bolivien sowie Paraguay bis Brasilien verbreitet. - Peperomia pteroneura C.DC.: Sie kommt in Kolumbien sowie Ecuador vor. - Peperomia puberulibacca C.DC.: - Peperomia puberulibacca var. atricha Trel.: Sie kommt in Peru vor. - Peperomia puberulibacca C.DC. var. puberulibacca: Sie kommt in Peru vor. - Peperomia puberulicaulis Trel. & Yunck.: Sie kommt in Kolumbien und Ecuador vor. - Peperomia puberuliformis Trel.: Sie kommt in Peru vor. - Peperomia puberulilimba C.DC.: Sie ist von Guatemala über Honduras, Costa Rica bis El Salvador und von Kolumbien bis Ecuador verbreitet. - Peperomia puberulipes Trel.: Sie kommt in Peru vor. - Peperomia puberulirhachis C.DC.: Sie kommt in Mexiko vor. - Peperomia puberulispica C.DC.: Sie wurde nach einem kultivierten Exemplar beschrieben und ihr Verbreitungsgebiet ist unbekannt. - Peperomia pubescens Ruiz & Pav.: Sie kommt in Peru vor. - Peperomia pubescentinervis Trel.: Sie kommt in Peru vor. - Peperomia pubicaulis C.DC.: Sie kommt auf den Sunda-Inseln vor. - Peperomia pubifolia hort.: Sie wurde nach einem kultivierten Exemplar beschrieben und ihr Verbreitungsgebiet ist unbekannt. - Peperomia pubilimba C.DC.: Sie kommt in Neuguinea vor. - Peperomia pubinervosa Trel.: Sie kommt in Peru vor. - Peperomia pubipeduncula Yunck.: Sie kommt in Brasilien vor. - Peperomia pubipetiola C.DC.: Sie kommt in Madagaskar vor. - Peperomia pubiramea Trel.: Sie kommt in Peru vor. - Peperomia pubirhachis Yunck.: Sie kommt in Kolumbien und Ecuador vor. - Peperomia puerto-ospinana Trel. & Yunck.: Sie kommt in Kolumbien und Ecuador vor. - Peperomia pugnicaudex Pino: Sie kommt in Peru vor. - Peperomia pullispica Trel.: Sie kommt nur in Haiti vor. - Peperomia pululaguana C.DC.: Sie kommt in Ecuador vor. - Peperomia pumila Opiz: Sie kommt in Peru vor. - Peperomia punctatilamina Trel. & Yunck.: Sie kommt in Kolumbien vor. - Peperomia punctulatissima Trel.: Sie kommt in Bolivien vor. - Peperomia punicea Dahlst.: Sie kommt in Brasilien vor. - Peperomia purpurea Ruiz & Pav.: Sie kommt in Peru vor. - Peperomia purpureonervosa G.Mathieu: Sie wurde 2011 aus Bolivien erstbeschrieben. - Peperomia purpurinervis C.DC.: Sie ist von Ecuador und Venezuela bis Brasilien sowie Guyana verbreitet. - Peperomia purpurinodis Yunck.: Dieser Endemit kommt nur auf der Fidschi-Insel Viti Levu vor. - Peperomia puteolata Trel.: Sie kommt in Peru vor. - Peperomia putlaensis G.Mathieu: Sie wurde 2011 aus Mexiko erstbeschrieben. - Peperomia putumayoensis Trel. & Yunck.: Sie kommt in Kolumbien vor. - Peperomia pyramidata Sodiro: Sie ist von Costa Rica über Panama bis Ecuador verbreitet. - Peperomia quadrangularis (Thomps.) A.Dietr.: Sie ist von Costa Rica über Panama bis Kolumbien, Venezuela, Trinidad und Kuba bis Brasilien, Guyana sowie Surinam verbreitet und kommt auch in Kuba und Hispaniola vor. - Peperomia quadratifolia Trel.: Sie kommt in Peru vor. - Peperomia quadricoma Trel.: Sie kommt in Peru vor. - Peperomia quadrifolia (L.) Kunth: Sie ist von Mexiko über Guatemala, Honduras, Costa Rica, Nicaragua, El Salvador bis Panama und Kolumbien, Ecuador, Venezuela, Guyana bis Peru und in Puerto Rico, Jamaika sowie in der Dominikanischen Republik verbreitet. - Peperomia quaerata Trel.: Sie kommt in Peru vor. - Peperomia quaesita Trel.: Sie ist von Kolumbien über Venezuela, Bolivien und Ecuador bis Peru verbreitet. - Peperomia quaifei C.DC.: Sie ist ein Endemit auf Vanuatu. - Peperomia querocochana G.Mathieu & Pino: Sie wurde 2011 aus Peru erstbeschrieben. - Peperomia questionis G.Mathieu: Sie wurde 2011 aus Mexiko erstbeschrieben. - Peperomia quimiriana Trel.: Sie kommt in Peru vor. - Peperomia quindioensis Trel. & Yunck.: Sie kommt in Kolumbien vor. - Peperomia quinquenervia Sesse & Moc.: Sie kommt in Mexiko vor. - Peperomia quispicanchiana Trel.: Sie kommt in Peru vor. - Peperomia racemifolia Trel.: Sie kommt in Peru vor. - Peperomia radiatinervosa G.Mathieu: Sie wurde 2011 aus Bolivien erstbeschrieben. - Peperomia radicosa Yunck.: Sie ist in Brasilien und Bolivien verbreitet. - Peperomia ramboi Yunck.: Sie kommt in Brasilien vor. - Peperomia rapensis Brown: Sie kommt auf der Insel Rapa Iti und auf den Pitcairn-Inseln vor. - Peperomia ratticaudata G.Mathieu: Sie wurde 2003 aus Madagaskar erstbeschrieben. - Peperomia rauniensis Schwartz: Sie kommt auf Borneo vor. - Peperomia rechingerae C.DC.: - Peperomia rechingerae var. aopoana Yunck.: Sie kommt auf Samoa vor. - Peperomia rechingerae C.DC. var. rechingerae: Sie kommt auf Samoa vor. - Peperomia rechingerae var. subrepens Yunck.: Sie kommt auf Samoa vor. - Peperomia reflexa Kunth: Sie kommt in Peru vor. - Peperomia regelii C.DC.: Sie kommt in Brasilien vor. - Peperomia reineckei C.DC.: - Peperomia reineckei var. glabrior (C.DC.) Yunck.: Sie kommt auf Samoa vor. - Peperomia reineckei var. obovatifolia Yunck.: Sie kommt auf Samoa vor. - Peperomia reineckei C.DC. var. reineckei: Sie kommt auf Samoa vor. - Peperomia reineckei var. umbricola (C.DC.) Yunck.: Sie kommt auf Samoa vor. - Peperomia remyi C.DC.: Sie kommt nur auf der hawaiianischen Insel Kauai vor. - Peperomia renifolia Dahlst.: Sie kommt in Brasilien vor. - Peperomia reptans C.DC.: Sie ist in Kolumbien, Venezuela, Ecuador, Französisch-Guyana, Guyana sowie Peru verbreitet. - Peperomia reptilis C.DC.: Sie kommt in Kolumbien vor. - Peperomia resediflora Lind. & André: Sie kommt in Kolumbien vor. - Peperomia reticulata Balf. f.: Sie ist ein Endemit auf Rodrigues. - Peperomia retivenulosa Yunck.: Sie kommt in Brasilien vor. - Peperomia retropuberula Yunck.: Sie kommt in Bolivien vor. - Peperomia retusa (L. f.) A.Dietr.: - Peperomia retusa (L. f.) A.Dietr. var. retusa: Sie ist von Äthiopien, Kenia, Malawi, Burundi, Kamerun, Äquatorial-Guinea, Nigeria, Ruanda, Tansania, Uganda, Simbabwe, Mosambik bis Südafrika sowie Madagaskar und auf den Komoren verbreitet. - Peperomia retusa var. parvifolia C.DC.: Sie ist in Südafrika verbreitet. - Peperomia rhexiifolia C.DC.: Sie ist von Mexiko über Costa Rica, Nicaragua bis Panama und von Kolumbien sowie Venezuela über Bolivien, Ecuador bis Peru verbreitet. - Peperomia rhodophylla Trel.: Sie kommt in Peru vor. - Peperomia rhombea Ruiz & Pav.: Sie ist von Mexiko über Belize, Costa Rica, Honduras bis Nicaragua und von Bolivien über Venezuela, Brasilien und Ecuador bis Peru und auf Kuba, Puerto Rico sowie Hispaniola verbreitet. - Peperomia rhombeifolia Trel.: Sie kommt in Peru vor. - Peperomia rhombeo-elliptica Trel.: Sie kommt in Peru vor. - Peperomia rhombifolia Trel.: Sie kommt in Bolivien vor. - Peperomia rhombiformis Trel.: Sie kommt in Peru vor. - Peperomia rhombilimba Trel.: Sie kommt in Peru vor. - Peperomia rhomboidea Hook. & Arn.: Sie kommt auf den Gesellschaftsinseln vor. - Peperomia ricaurtensis Yunck.: Sie kommt in Kolumbien vor. - Peperomia richardsonii G.Mathieu: Sie wurde 2006 aus Madagaskar erstbeschrieben. - Peperomia ridleyi C.DC.: Sie kommt in Neuguinea vor. - Peperomia riedeliana Regel: Sie kommt in Brasilien vor. - Peperomia rigida Parodi: Sie kommt in Paraguay vor. - Peperomia rigidicaulis C.DC.: Sie kommt auf den Sunda-Inseln vor. - Peperomia rioblancoana Trel. & Yunck.: Sie kommt in Kolumbien und Ecuador vor. - Peperomia riocaliensis Trel. & Yunck.: Sie kommt in Kolumbien vor. - Peperomia riparia Yunck.: Sie kommt in Brasilien vor. - Peperomia ripicola C.DC.: Sie kommt in Brasilien vor. - Peperomia rivulamans Silverst.: Sie kommt in Kolumbien vor. - Peperomia rizzinii Yunck.: Sie kommt in Brasilien vor. - Peperomia robleana Trel. & Yunck.: Sie kommt in Kolumbien vor. - Peperomia robustior (Dahlst.) Urb.: Sie kommt in Puerto Rico vor. - Peperomia rockii C.DC.: Sie kommt auf der hawaiianischen Insel Molokai vor. - Peperomia rodriguesiana Balf. f.: Sie ist ein Endemit auf Rodrigues. - Peperomia rollingo Link: Die Herkunft ist unbekannt. - Peperomia rosea Trel.: Sie kommt in Peru vor. - Peperomia rossii Rendle ex Baker f.: Sie ist nur von den 1898 auf den Weihnachtsinseln gesammelten Typusexemplaren bekannt und gilt als ausgestorben. - Peperomia rostrata (Roxb.) A.Dietr.: Sie kommt auf den Molukken vor. - Peperomia rostulatiformis Yunck.: Sie kommt in Brasilien vor. - Peperomia rotumaensis St. John: Sie ist ein Endemit auf der Fidschi-Insel Rotuma. - Peperomia rotundata Kunth: - Peperomia rotundata var. anomala (Sodiro) Trel. & Yunck.: Sie kommt in Ecuador vor. - Peperomia rotundata Kunth var. rotundata: Sie ist von Costa Rica sowie Panama über Kolumbien, Venezuela, Ecuador bis Bolivien sowie Peru verbreitet. - Peperomia rotundifolia (L.) Kunth: Sie kommt im tropischen und südlichen Afrika, auf Madagaskar und den Komoren, in Florida, Mexiko, auf Inseln in der Karibik, in Mittel- und in Südamerika vor. Mit den Varietäten: - Peperomia rotundifolia var. glabrilimba C.DC.: Sie kommt in Brasilien vor. - Peperomia rotundifolia (L.) Kunth var. rotundifolia: Sie ist in der Neotropis verbreitet. - Peperomia rotundilimba C.DC.: Sie kommt in Madagaskar vor. - Peperomia roxburghiana (Roem. & Sch.) A.Dietr.: Sie kommt in Malaysia vor. - Peperomia rubea Trel.: Sie kommt in Peru vor. - Peperomia rubella (Haw.) Hook.: Sie kommt möglicherweise nur in Jamaika vor. - Peperomia rubens Trel.: Sie kommt in Peru vor. - Peperomia rubescens C.DC.: Sie kommt in Peru vor. - Peperomia rubramenta Trel. & Yunck.: Sie kommt in Kolumbien vor. - Peperomia rubricaulis (Nees) A.Dietr.: Sie kommt in Brasilien vor. - Peperomia rubrifolia Trel.: Sie kommt in Peru vor. - Peperomia rubrimaculata C.DC.: Sie kommt in Neuguinea vor. - Peperomia rubrinodis Kunth & Bouché: Sie ist von Guatemala bis Costa Rica verbreitet. - Peperomia rubrivenosa C.DC.: Sie kommt nur auf Luzon vor. - Peperomia rubropunctulata C.DC.: Sie kommt in Ecuador vor. - Peperomia rufescens C.DC.: Sie kommt in Peru vor. - Peperomia rufescentifolia Trel.: Sie kommt in Peru vor. - Peperomia rufispica Yunck.: Sie kommt in Brasilien vor. - Peperomia rugatifolia Trel.: - Peperomia rugatifolia var. exilispica Trel.: Sie kommt in Peru vor. - Peperomia rugatifolia Trel. var. rugatifolia: Sie kommt in Peru vor. - Peperomia rugosa Berg, Mennega & Tolsma: Sie kommt in Ecuador vor. - Peperomia rupicola C.DC.: Sie kommt in Ecuador vor. - Peperomia rupigaudens C.DC.: Sie kommt in Mexiko vor. - Peperomia rupiseda C.DC.: Sie kommt in Peru vor. - Peperomia rurrenabaqueana Trel.: Sie kommt in Bolivien vor. - Peperomia rusbyi C.DC.: Sie kommt in Bolivien und Argentinien vor. - Peperomia ruscifolia Kunth: Sie kommt in Venezuela vor. - Peperomia sabaletasana Yunck.: Sie kommt in Kolumbien vor - Peperomia sachatzinzumba Trel. & Yunck.: Sie kommt in Ecuador vor. - Peperomia sagittata G.Mathieu: Sie wurde 2008 aus Ecuador erstbeschrieben. - Peperomia saintpauliella Grayum: Sie kommt in Costa Rica vor. - Peperomia salaminana Trel. & Yunck.: Sie kommt in Kolumbien vor. - Peperomia salangonis Trel. & Yunck.: Sie kommt in Kolumbien und Ecuador vor. - Peperomia salicifolia C.DC.: Sie kommt in Peru vor. - Peperomia saligna Kunth: - Peperomia saligna var. majuscula Yunck.: Sie kommt in Kolumbien vor. - Peperomia saligna Kunth var. saligna: Sie ist von Costa Rica über Panama bis Kolumbien und Ecuador verbreitet. - Peperomia salmonicolor Trel.: - Peperomia salmonicolor Trel. var. salmonicolor: Sie kommt in Peru vor. - Peperomia salmonicolor var. viridis Trel.: Sie kommt in Peru vor. - Peperomia samainiae Pino: Sie wurde 2012 aus Peru erstbeschrieben. - Peperomia samoensis Warb.: - Peperomia samoensis var. glabrescens Warb.: Sie kommt auf Samoa vor. - Peperomia samoensis var. longifolia Yunck.: Sie kommt auf Samoa vor. - Peperomia samoensis var. samoensis Warb.: Sie kommt auf Samoa vor. - Peperomia samoensis var. vaupelana Yunck.: Sie kommt auf Samoa vor. - Peperomia sanbuenaventurana Trel.: Sie kommt in Peru vor. - Peperomia sancarlosiana C.DC.: Sie ist von Guatemala, Costa Rica, Honduras, Nicaragua bis Venezuela verbreitet. - Peperomia sandemanii Yunck.: Sie kommt in Peru vor. - Peperomia sandwicensis Miq.: Sie kommt auf den hawaiianischen Inseln Kauai, Molokai sowie Oʻahu vor. - Peperomia sanfelipensis C.DC.: Sie kommt in Guatemala vor. - Peperomia sangabanensis Trel.: Sie kommt in Peru vor. - Peperomia sanjoseana C.DC.: Sie kommt in Costa Rica vor. - Peperomia sanquininiana Trel. & Yunck.: Sie kommt in Kolumbien vor. - Peperomia sanroqueana Trel.: Sie kommt in Peru vor. - Peperomia sansalvadorana C.DC.: Sie kommt in El Salvador vor. - Peperomia santaelisae C.DC.: Sie kommt in Argentinien sowie Paraguay vor. - Peperomia santahelenae Trel.: Sie kommt in Guatemala vor. - Peperomia santanderana Trel. & Yunck.: Sie kommt in Kolumbien vor. - Peperomia santiagoana Trel.: Sie kommt in Peru vor. - Peperomia sarasinii C.DC.: Sie kommt in Neukaledonien vor. - Peperomia sarmentosa (Roxb.) A.Dietr.: Sie kommt in Malaysia vor. - Peperomia saxicola C.DC.: Sie kommt in Bolivien vor. - Peperomia scabiosa Trel.: Sie kommt in Peru vor. - Peperomia schenkiana Dahlst.: Sie kommt in Brasilien vor. - Peperomia schiedei C.DC.: Sie kommt in Mexiko vor. - Peperomia schizandra Trel.: Sie kommt in Mexiko vor. - Peperomia schlechteri Lauterb.: Sie kommt in Neuguinea vor. - Peperomia schmidtii C.DC.: Sie kommt auf Madagaskar und den Komoren vor. - Peperomia schneepeana Parodi: Sie kommt in Paraguay vor. - Peperomia schomburgkii C.DC.: Sie kommt in Guyana vor. - Peperomia schultzei Trel. & Yunck.: Sie kommt in Kolumbien und Ecuador vor. - Peperomia schunkeana Trel.: Sie kommt in Peru vor. - Peperomia schwackei C.DC.: Sie kommt in Brasilien vor. - Peperomia sclerophylla Trel.: Sie kommt in Peru vor. - Peperomia scopulorum Trel.: Sie kommt nur in Haiti vor. - Peperomia scutaleifolia Trel.: Sie kommt in Peru vor. - Peperomia scutellariifolia Sodiro: Sie kommt in Ecuador vor. - Peperomia scutellifolia Ruiz & Pav.: Sie kommt in Peru vor. - Peperomia scutifolia C.DC.: Sie kommt in Brasilien vor. - Peperomia scutilimba Yunck.: Sie kommt in Bolivien vor. - Peperomia secunda Ruiz & Pav.: Sie kommt in Peru vor. - Peperomia seemanniana Miq.: Sie ist von Costa Rica, Honduras bis Panama verbreitet. - Peperomia seibertii Trel.: Sie kommt in Panama vor. - Peperomia selenophylla Pino & Cieza: Sie wurde 2012 aus Peru erstbeschrieben. - Peperomia seleri C.DC.: Sie kommt in Peru vor. - Peperomia semimetralis C.DC.: Sie kommt in Bolivien vor. - Peperomia semipuberula Trel. & Yunck.: Sie kommt in Kolumbien vor. - Peperomia semiruensis C.DC.: sie kommt in Malaysia vor. - Peperomia sepicola Trel.: Sie kommt in Costa Rica vor. - Peperomia seposita Trel.: Sie kommt in Peru vor. - Peperomia septemnervis Ruiz & Pav.: Sie wurde in Jamaika und in Peru gefunden. - Peperomia septentrionalis Brown: Sie ist ein Endemit auf den Bermudas. - Peperomia serpens (Sw.) Loudon: Sie ist von Mexiko über Zentral- bis Südamerika verbreitet und kommt auch auf Inseln in der Karibik vor. - Peperomia serpentarioides Miq.: Sie kommt in Brasilien vor. - Peperomia serratirhachis Yunck.: Sie kommt in Brasilien vor. - Peperomia sessilifolioides C.DC.: Sie kommt in Costa Rica vor. - Peperomia siguatepequensis Trel.: Sie kommt in Honduras vor. - Peperomia silvarum C.DC.: Sie kommt in Bolivien vor. - Peperomia silvicola C.DC.: Sie kommt auf Madagaskar vor. - Peperomia silvivaga C.DC.: Sie kommt in Costa Rica vor. - Peperomia simplex Ham.: Sie ist ein Endemit auf Jamaika. - Peperomia simulans C.DC.: Sie kommt in Brasilien vor. - Peperomia sincorana C.DC.: Sie kommt in Brasilien vor. - Peperomia sintenisii C.DC.: Sie kommt in Puerto Rico vor. - Peperomia sirupayana C.DC.: Sie kommt in Bolivien vor. - Peperomia skottsbergii C.DC.: Sie ist ein Endemit auf den zu Chile gehörenden Juan-Fernández-Inseln. - Peperomia smithiana C.DC.: Sie kommt nur auf St. Lucia und St. Vincent vor. - Peperomia smithii Trel.: Sie kommt in Peru vor. - Peperomia sneidernii Yunck.: Sie kommt in Kolumbien vor. - Peperomia societatis Moore: Sie ist ein Endemit auf der Gesellschaftsinsel Raiatea. - Peperomia socorronis Trel.: Sie ist ein Endemit der mexikanischen Insel Socorro. - Peperomia sodiroi C.DC.: Sie kommt in Ecuador vor. - Peperomia soratana C.DC.: Sie kommt in Bolivien vor. - Peperomia soukupii Trel.: Sie kommt in Peru vor. - Peperomia spathophylla Dahlst.: Sie kommt in Panama, Kuba und in der Dominikanischen Republik vor. - Peperomia spathulifolia Small: Sie kommt in Florida und auf den Bahamas vor. - Peperomia spiculata Trel.: - Peperomia spiculata var. elliptica Trel.: Sie kommt in Peru vor. - Peperomia spiculata Trel. var. spiculata: Sie kommt in Peru vor. - Peperomia spruceana Benth. ex C.DC.: Sie ist von Venezuela über Brasilien bis Peru verbreitet. - Peperomia sprucei C.DC.: Sie kommt in Peru vor. - Peperomia steinbachii Yunck.: Sie kommt in Bolivien vor. - Peperomia stelechophila C.DC.: Sie kommt in Bolivien, Kolumbien und Ecuador vor. - Peperomia stellata (Sw.) A.Dietr.: - Peperomia stellata var. marchii C.DC.: Sie ist ein Endemit auf Jamaika. - Peperomia stellata (Sw.) A.Dietr. var. stellata: Sie ist ein Endemit auf Jamaika. - Peperomia stenocarpa Regel: Sie kommt in Brasilien vor. - Peperomia stenostachya C.DC.: Sie kommt in Ecuador vor. - Peperomia stevensii Trel.: Sie kommt in Panama vor. - Peperomia steyermarkii Yunck.: Sie kommt in Venezuela vor. - Peperomia stilifera Yunck.: - Peperomia stilifera var. nana Yunck.: Sie kommt in Ecuador vor. - Peperomia stilifera Yunck. var. stilifera: Sie kommt in Ecuador sowie Peru vor. - Peperomia stolonifera Kunth: Sie kommt in Kolumbien vor. - Peperomia strawii Hutchison ex Pino & Klopfenstein: Sie wurde 2004 aus Peru erstbeschrieben. - Peperomia striata Ruiz & Pav.: Sie ist von Mexiko über Guatemala, Costa Rica sowie Panama bis Kolumbien, Bolivien, Ecuador sowie Peru verbreitet. - Peperomia stroemfeltii Dahlst.: Sie kommt in Brasilien vor. - Peperomia stuebelii C.DC.: - Peperomia stuebelii var. glabrata Yunck.: Sie kommt in Bolivien vor. - Peperomia stuebelii C.DC. var. stuebelii: Sie kommt in Bolivien vor. - Peperomia subalata C.DC.: Sie kommt in Ecuador vor. - Peperomia subamplexicaulis Trel.: Sie kommt in Kuba vor. - Peperomia subandina Trel.: Sie kommt in Peru vor. - Peperomia subblanda C.DC.: Sie kommt in Mexiko und Bolivien vor. - Peperomia subcalvescens Trel.: Sie kommt in Peru vor. - Peperomia subelongata C.DC.: Sie kommt in Paraguay vor. - Peperomia subemarginata Yunck.: Sie kommt in Brasilien vor. - Peperomia subemarginulata (C.DC.) Trel.: Sie kommt in Costa Rica vor. - Peperomia subflaccida Yunck.: Sie kommt in Peru vor. - Peperomia subglabricaulis C.DC.: Sie ist ein Endemit auf der hawaiianischen Insel Molokai. - Peperomia subpallescens C.DC.: Sie kommt in Neukaledonien vor. - Peperomia subpetiolata Yunck.: Sie ist ein Endemit auf der hawaiianischen Insel Maui. - Peperomia subpilosa Yunck.: Sie kommt in Brasilien vor. - Peperomia subrenifolia Trel. & Yunck.: Sie kommt in Ecuador vor. - Peperomia subretusa Yunck.: Sie kommt in Brasilien vor. - Peperomia subroseispica C.DC.: Sie ist ein Endemit auf der Fidschi-Insel Viti Levu. - Peperomia subrotundifolia C.DC.: Sie kommt in Kuba vor. - Peperomia subrubescens Yunck.: Sie kommt in Kolumbien vor. - Peperomia subrubricaulis C.DC.: Sie kommt in Brasilien vor. - Peperomia subrubrispica C.DC.: Sie kommt in Brasilien vor. - Peperomia subsericata Trel.: Sie kommt in Peru vor. - Peperomia subsetifolia Yunck.: Sie kommt in Brasilien vor. - Peperomia subspathulata Yunck.: Sie kommt in Kolumbien vor. - Peperomia subternifolia Yunck.: Sie kommt in Brasilien vor. - Peperomia subvillicaulis Trel.: Sie kommt in Peru vor. - Peperomia succulenta C.DC.: Sie ist in Costa Rica, Honduras, Venezuela, Bolivien, Kolumbien sowie Ecuador verbreitet. - Peperomia suchitanensis Trel. & Standl.: Sie kommt in Guatemala vor. - Peperomia sucumbiosensis Yunck.: Sie kommt in Kolumbien vor. - Peperomia sulcata C.DC.: Sie kommt in Brasilien vor. - Peperomia sumidoriana C.DC.: Sie kommt in Brasilien vor. - Peperomia suratana Trel. & Yunck.: Sie kommt in Kolumbien und Ecuador vor. - Peperomia suspensa C.DC.: Sie kommt in Bolivien vor. - Peperomia swartziana Miq.: Sie wurde in Bolivien, Kolumbien, Ecuador sowie in Jamaika gefunden. - Peperomia sylvatica C.DC.: - Peperomia sylvatica var. stenoiula C.DC.: Sie kommt in Brasilien vor. - Peperomia sylvatica C.DC. var. sylvatica: Sie kommt in Bolivien und Peru vor. - Peperomia sylvestris C.DC.: Sie kommt in Ecuador vor. - Peperomia sympodialis Trel. & Yunck.: Sie kommt in Kolumbien vor. - Peperomia syringifolia C.DC.: Sie ist von Costa Rica über Panama bis Kolumbien sowie Ecuador verbreitet. - Peperomia tablahuasiana C.DC.: Sie kommt in Ecuador vor. - Peperomia tacanana Trel. & Standl.: Sie kommt in Guatemala vor. - Peperomia talinifolia Kunth: Sie ist von Costa Rica über Panama, Kolumbien, Venezuela, Bolivien, Ecuador bis Peru verbreitet. - Peperomia tamayoi Trel. & Yunck.: Sie kommt in Venezuela vor. - Peperomia tambitoensis Trel. & Yunck.: Sie kommt in Kolumbien vor. - Peperomia tamboana Yunck.: Sie kommt in Kolumbien vor. - Peperomia tanalensis Baker: Sie kommt in Madagaskar vor. - Peperomia tarapotana C.DC.: Sie kommt in Peru vor. - Peperomia tatamana Yunck.: Sie kommt in Kolumbien vor. - Peperomia tatei Yunck.: Sie kommt in Bolivien vor. - Peperomia tejana Trel. & Yunck.: Sie kommt in Kolumbien vor. - Peperomia tenae Trel. & Yunck.: Sie kommt in Ecuador vor. - Peperomia tenella (Sw.) A.Dietr.: - Peperomia tenella var. epiphytica Trel.: Sie ist ein Endemit auf Guadeloupe. - Peperomia tenella var. glabra C.DC.: Sie kommt in Brasilien sowie Venezuela vor. - Peperomia tenella (Sw.) A.Dietr. var. tenella: Sie ist von Honduras über Costa Rica, Nicaragua bis Panama und von Kolumbien über Venezuela, Guyana bis Brasilien verbreitet und kommt auf den karibischen Inseln Martinique, Dominica, Guadeloupe, Kuba sowie Jamaika vor. - Peperomia tenelliformis Trel.: Sie kommt in Costa Rica und Panama vor. - Peperomia tenerrima Schltdl. & Cham.: Sie ist von Mexiko über Honduras bis Nicaragua verbreitet. - Peperomia tenuicaulis C.DC.: Sie ist von Mexiko über Honduras sowie Costa Rica bis Panama verbreitet. - Peperomia tenuifolia C.DC.: Sie ist von Guatemala über Costa Rica, Honduras bis Panama verbreitet. - Peperomia tenuilimba C.DC.: Sie kommt in Brasilien vor. - Peperomia tenuimarginata Trel. & Yunck.: Sie kommt in Kolumbien vor. - Peperomia tenuipeduncula C.DC.: Sie kommt in Bolivien vor. - Peperomia tenuipes Trel.: Sie kommt in Costa Rica vor. - Peperomia tenuipila C.DC.: Sie kommt in Neuguinea vor. - Peperomia tenuiramea C.DC.: Sie kommt in Peru vor. - Peperomia tenuissima C.DC.: Sie kommt in Brasilien vor. - Peperomia tepoztecoana G.Mathieu: Sie wurde 2011 aus Mexiko erstbeschrieben. - Peperomia tequendamana Trel.: Sie kommt von Panama über Venezuela und Kolumbien bis Ecuador vor. - Peperomia terebinthina G.Mathieu: Sie wurde 2003 aus Madagaskar erstbeschrieben. - Peperomia teresitensis Trel.: Sie kommt in Peru vor. - Peperomia ternata C.DC.: - Peperomia ternata var. abrupteacutata (Trel. & Yunck.) Steyerm.: Sie kommt in Kolumbien und Venezuela vor. - Peperomia ternata C.DC. var. ternata: Sie kommt in Costa Rica, Panama sowie Ecuador vor. - Peperomia terraegaudens Trel. & Yunck.: Sie kommt in Kolumbien vor. - Peperomia tetragona Ruiz & Pav.: Sie kommt in Bolivien, Ecuador, Peru vor. - Peperomia tetraphylla Hook. & Arn.: Sie kommt im tropischen und südlichen Afrika vor, auf Inseln im Indischen Ozean und im Pazifik, im tropischen Asien, in China und Taiwan, in Australien, Mexiko, in Mittel- und Südamerika und auf Inseln in der Karibik vor. Mit den Varietäten: - Peperomia tetraphylla var. piedadeana (C.DC.) Yunck.: Sie kommt in Brasilien vor. - Peperomia tetraphylla var. tenera (Miq.) Yunck.: Sie kommt in Brasilien vor. - Peperomia tetraphylla var. tetraphylla: Sie ist in den Tropen bis Subtropen fast weltweit verbreitet. - Peperomia tetraphylla var. valantoides (Miq.) Yunck.: Sie kommt in Brasilien vor. - Peperomia tetraquetra Sodiro: Sie kommt in Ecuador vor. - Peperomia teysmannii C.DC.: Sie ist ein Endemit auf Amboina. - Peperomia theodori Trel.: - Peperomia theodori var. glabricaulis Yunck.: Sie kommt in Bolivien vor. - Peperomia theodori Trel. var. theodori: Sie kommt in Bolivien und Argentinien vor. - Peperomia thienii Yunck.: Sie kommt in Ecuador vor. - Peperomia thollonii C.DC.: Sie kommt in Gabun vor. - Peperomia thomeana C.DC.: Sie kommt in Kamerun, Äquatorialguinea, Nigeria, Tansania, São Tomé sowie Madagaskar vor. - Peperomia thomsonii Hook. f.: Sie kommt in Indien vor. - Peperomia thorelii C.DC.: Sie kommt in Vietnam vor. - Peperomia ticunhuayana Trel.: Sie kommt in Bolivien vor. - Peperomia tillettii Steyerm.: Sie kommt in Venezuela vor. - Peperomia timbuchiana Trel.: Sie kommt in Peru vor. - Peperomia tjibodasana C.DC.: Sie kommt nur auf Java vor. - Peperomia tlapacoyoensis C.DC.: Sie ist von Mexiko über Guatemala bis Honduras sowie Nicaragua verbreitet. - Peperomia toledoana Callejas: Sie wurde 2011 aus Belize und Honduras erstbeschrieben. - Peperomia tolimensis Trel. & Yunck.: Sie kommt in Kolumbien vor. - Peperomia tomentella Trel. & Yunck.: Sie kommt in Kolumbien vor. - Peperomia tomentosa (Vahl) A.Dietr.: Sie kommt auf Java, Neuguinea und den Seychellen vor. - Peperomia tominana C.DC.: Sie kommt in Bolivien vor. - Peperomia tonduzii C.DC.: Sie kommt in Costa Rica vor. - Peperomia tooviiana Florence: Sie kommt nur auf den Marquesas vor. - Peperomia topoensis Yunck.: Sie kommt in Ecuador vor. - Peperomia toroi Trel. & Yunck.: Sie kommt in Kolumbien vor. - Peperomia tovariana C.DC.: Sie ist von Mexiko über Honduras, Costa Rica, El Salvador, Panama, Venezuela, Kolumbien, Bolivien bis Ecuador verbreitet. - Peperomia tradescantiifolia Schwartz: Sie kommt in Borneo vor. - Peperomia transparens Miq.: - Peperomia transparens Miq. var. transparens: Sie kommt in Brasilien, Französisch-Guyana sowie Surinam vor. - Peperomia transparens var. spissiflora C.DC.: Sie kommt in Brasilien vor. - Peperomia trapezoidalis Yunck.: Sie kommt in Argentinien sowie Paraguay vor. - Peperomia trianae C.DC.: Sie kommt in Kolumbien, Ecuador und Peru vor. - Peperomia tricarinata (Haw.) A.Dietr.: Sie kommt auf Karibischen Inseln vor. - Peperomia trichocarpa Miq.: Sie kommt in Brasilien vor. - Peperomia trichomanoides Grayum: Sie kommt in Costa Rica vor. - Peperomia trichophylla Baker: Sie kommt in Madagaskar vor. - Peperomia trichopus Trel.: Sie kommt in Venezuela, Ecuador und Peru vor. - Peperomia tricolor Trel.: Sie kommt in Peru vor. - Peperomia trifolia (L.) A.Dietr.: Sie kommt auf den Karibischen Inseln Dominica, Grenada, Guadeloupe, Martinique, Montserrat, St. Kitts, St. Lucia, St. Vincent sowie Trinidad vor. - Peperomia trinervis Ruiz & Pav.: - Peperomia trinervis var. glabricaulis Dahlst.: Sie kommt in Peru vor. - Peperomia trinervis var. minor C.DC.: Sie kommt in Brasilien vor. - Peperomia trinervis Ruiz & Pav. var. trinervis: Sie kommt in Mexiko, Bolivien, Kolumbien, Ecuador und Peru vor. - Peperomia trinervula C.DC.: Sie ist von Venezuela über Kolumbien bis Ecuador und Peru verbreitet. - Peperomia trineura Miq.: - Peperomia trineura var. robustior Miq.: Sie kommt in Brasilien vor. - Peperomia trineura Miq. var. trineura: Sie kommt in Brasilien vor. - Peperomia trineuroides Dahlst.: Sie kommt in Brasilien und Argentinien vor. - Peperomia triplinervis Sodiro: Sie kommt in Ecuador vor. - Peperomia tristachya Kunth: Sie kommt in Kolumbien und Ecuador vor. - Peperomia trollii Hutchison & Rauh: Sie kommt in Peru vor. - Peperomia tropeoloides Sodiro: Sie kommt in Kolumbien sowie Ecuador vor. - Peperomia trujilloi Steyerm.: Sie kommt in Venezuela vor. - Peperomia trukensis Yunck.: Sie ist ein Endemit der Insel Truk, die zu den Karolinen gehört. - Peperomia trullifolia Trel.: Sie kommt in Peru vor. - Peperomia truncicola C.DC.: Sie kommt in Madagaskar vor. - Peperomia truncigaudens C.DC.: Sie ist ein Endemit auf Guadeloupe. - Peperomia trunciseda C.DC.: Sie kommt in Ecuador vor. - Peperomia truncivaga C.DC.: Sie kommt in Ecuador vor. - Peperomia tsakiana C.DC.: - Peperomia tsakiana var. victoriana C.DC.: Sie kommt in Costa Rica vor. - Peperomia tsakiana C.DC. var. tsakiana: Sie kommt in Costa Rica vor. - Peperomia tuberculata Yunck.: Sie kommt in Ecuador vor. - Peperomia tuerckheimii C.DC.: Sie ist von Mexiko über Guatemala sowie Costa Rica bis Panama verbreitet. - Peperomia tuisana C.DC.: Sie ist von Mexiko über Belize sowie Guatemala, Costa Rica, Honduras bis El Salvador und Nicaragua verbreitet. - Peperomia tumida Sodiro: Sie kommt in Ecuador vor. - Peperomia tungurahuae Sodiro: Sie kommt in Ecuador vor. - Peperomia turbinata Dahlst.: Sie kommt in Brasilien vor. - Peperomia turboensis Yunck.: Sie kommt in Kolumbien vor. - Peperomia tutuilana Yunck.: Sie kommt auf Samoa vor. - Peperomia tutunendoana Trel. & Yunck.: Sie kommt in Kolumbien vor - Peperomia uaupesensis Yunck.: Sie kommt in Brasilien vor. - Peperomia ubate-susanensis Yunck.: Sie kommt in Kolumbien und Ecuador vor. - Peperomia udimontana Trel. & Yunck.: Sie kommt in Ecuador vor. - Peperomia udisilvestris C.DC.: Sie kommt in Neuguinea vor. - Peperomia umbilicata Ruiz & Pav.: Sie kommt in Peru vor. - Peperomia umbilicata Ruiz & Pav. var. umbilicata: - Peperomia umbilicata var. macrophylla C.DC.: Sie kommt in Mexiko vor. - Peperomia umbrigaudens Yunck.: Sie kommt in Kolumbien und Panama vor. - Peperomia umbrosa G.Mathieu: Sie wurde 2011 aus Peru erstbeschrieben. - Peperomia uncatispica Trel.: Sie kommt in Ecuador sowie Peru vor. - Peperomia undeninervia C.DC.: Sie kommt in Peru vor. - Peperomia unduavina C.DC.: Sie kommt in Bolivien vor - Peperomia unifoliata Callejas: Sie wurde 2011 aus Costa Rica erstbeschrieben. - Peperomia urbanii Trel.: Sie kommt in Kuba vor. - Peperomia urocarpa Fisch. & Mey.: Sie kommt in Costa Rica, Panama, Kolumbien, Argentinien, Brasilien, Ecuador, Paraguay, Peru, in der Dominikanischen Republik und Puerto Rico vor. - Peperomia urocarpoides C.DC.: Sie ist von Mexiko über Guatemala, Costa Rica, Honduras und Panama bis Kolumbien verbreitet. - Peperomia ursina Grayum: Sie kommt in Costa Rica vor. - Peperomia urvilleana A.Rich.: Sie kommt in Neuseeland und auf der Norfolkinsel vor. - Peperomia vahlii A.Dietr.: Über diese Art ist wenig bekannt, auch nicht ihr Fundort. - Peperomia valladolidana Yunck.: Sie kommt in Ecuador vor. - Peperomia vallensis Trel. & Yunck.: Sie kommt in Kolumbien sowie Ecuador vor. - Peperomia valliculae Trel.: Sie kommt in Mexiko sowie Panama vor. - Peperomia vana Trel.: Sie kommt in Peru vor. - Peperomia vareschii Yunck.: Sie kommt in Venezuela vor. - Peperomia variculata Trel.: Sie kommt in Peru vor. - Peperomia variifolia C.DC.: Sie kommt in Peru vor. - Peperomia vegana Trel. & Standl.: Sie kommt in Guatemala vor. - Peperomia velloziana Miq.: Sie kommt in Brasilien vor. - Peperomia velutina Lind. & André: Sie kommt in Kolumbien und in Ecuador vor. Mit den Varietäten: - Peperomia velutina var. velutina: Sie kommt in Ecuador vor. - Peperomia velutina var. lanceolata C.DC.: Sie kommt in Kolumbien vor. - Peperomia veneciana Trel. & Yunck.: Sie kommt in Kolumbien vor. - Peperomia venezueliana C.DC.: Sie kommt in Kolumbien sowie Venezuela vor. - Peperomia venosa Yunck.: Sie kommt in Kolumbien vor. - Peperomia ventenatii Miq.: - Peperomia ventenatii var. pubescens (Miq.) Miq.: Sie kommt in auf den Philippinen vor. - Peperomia ventenatii Miq. var. ventenatii: Sie kommt auf Java vor. - Peperomia ventricosicarpa Trel.: Sie kommt in Peru vor. - Peperomia venulosa Yunck.: - Peperomia venulosa var. avenulosa Yunck.: Sie kommt in Kolumbien vor. - Peperomia venulosa Yunck. var. venulosa: Sie kommt in Kolumbien sowie Ecuador vor. - Peperomia venusta Yunck.: Sie kommt in Venezuela vor. - Peperomia verediana Trel.: Sie kommt in Peru vor. - Peperomia vernouana Trel.: Sie kommt nur in Guadeloupe vor. - Peperomia verruculosa Dahlst. ex Hill: Sie kommt in Peru vor. - Peperomia verschaffeltii Lem.: Sie kommt in Brasilien vor. - Peperomia versicolor Trel.: Sie kommt in Belize, Costa Rica, Nicaragua, Panama, Kolumbien und Ecuador vor. - Peperomia versteegii C.DC.: Sie kommt in Neuguinea vor. - Peperomia verticillata (L.) A.Dietr.: Sie kommt in Mexiko, Kuba, Hispaniola und Jamaika vor. - Peperomia verticillatispica Trel. & Yunck.: Sie kommt in Kolumbien sowie Ecuador vor. - Peperomia vestita C.DC.: - Peperomia vestita var. lindenii Rauh: Sie kommt in Bolivien vor. - Peperomia vestita C.DC. var. vestita: Sie kommt in Bolivien vor. - Peperomia vidaliana Trel.: Sie kommt in Peru vor. - Peperomia villarrealii Yunck.: Sie kommt in Kolumbien, Costa Rica und Ecuador vor. - Peperomia villicaulis C.DC.: Sie kommt in Peru vor. - Peperomia villilimba C.DC.: Sie kommt in Madagascar vor. - Peperomia villipeduncula C.DC.: Sie kommt nur auf der hawaiianischen Insel Oʻahu vor. - Peperomia villipetiola C.DC.: Sie kommt in Peru vor. - Peperomia villosa C.DC.: Sie kommt in Ecuador vor. - Peperomia vinasiana C.DC.: - Peperomia vinasiana C.DC. var. vinasiana: Sie kommt in Costa Rica vor. - Peperomia vinasiana var. macrocarpa (C.DC.) Trel.: Sie kommt in Costa Rica vor. - Peperomia vincentiana Miq.: Sie kommt auf den karibischen Inseln St. Vincent, St. Lucia sowie Grenada vor. - Peperomia violacea C.DC.: Sie kommt in Kolumbien vor. - Peperomia viracochana Trel.: Sie kommt in Peru vor. - Peperomia vitiana C.DC.: - Peperomia vitiana var. cambodiana C.DC.: Sie kommt in Kambodscha vor. - Peperomia vitiana C.DC. var. vitiana: Sie ist ein Endemit der Fidschi-Insel Taveuni. - Peperomia vitilevuensis Yunck.: Sie ist ein Endemit der Fidschi-Insel Viti Levu. - Peperomia volkensii C.DC.: Sie kommt auf den Karolinen vor. - Peperomia vulcanica Baker & Wright: Sie kommt in Kamerun und in Äquatorialguinea nur in Bioko vor. - Peperomia warmingii C.DC.: Sie kommt in Brasilien vor. - Peperomia weberbaueri C.DC.: Sie kommt in Peru vor. - Peperomia wernerrauhii Pino & Samain: Sie wurde 2011 aus Peru erstbeschrieben. - Peperomia wheeleri Britton: Sie kommt in Puerto Rico vor. - Peperomia wibomii Yunck.: Sie kommt in Ecuador vor. - Peperomia wilderi Yunck.: Sie ist eine Endemit auf der Insel Rarotonga, die zu den Cook-Inseln gehört. - Peperomia williamsii C.DC.: Sie kommt in Bolivien vor. - Peperomia wolfgang-krahnii Rauh: Sie kommt in Peru vor. - Peperomia woolfordii St. John: Sie kommt nur auf der hawaiianischen Insel Maui vor. - Peperomia woytkowskii Yunck.: Sie kommt in Peru vor - Peperomia wrayi C.DC.: Sie kommt in Malaysia vor. - Peperomia yabucoana C.DC.: Sie kommt in Puerto Rico vor. - Peperomia yanacachiana Yunck.: Sie kommt in Bolivien vor. - Peperomia yananoensis Trel.: Sie kommt in Peru vor. - Peperomia yapasana Trel.: Sie kommt in Peru vor. - Peperomia yatuensis Steyerm.: Sie kommt in Venezuela vor. - Peperomia yeracuiana Trel. & Yunck.: Sie kommt in Kolumbien sowie Ecuador vor. - Peperomia yungasana C.DC.: Sie kommt in Bolivien vor. - Peperomia yutajensis Steyerm.: Sie kommt in Guyana vor. - Peperomia zarzalana Trel. & Yunck.: Sie kommt in Kolumbien sowie Ecuador vor. - Peperomia zipaquirana Trel. & Yunck.: Sie kommt in Kolumbien sowie Ecuador vor. |

## Nutzung
Peperomia blanda und Peperomia tetraphylla werden in der chinesischen Medizin verwendet.
Viele Arten werden aufgrund des attraktiven Blattschmucks, einige auch wegen ihrer schönen Blütenstände, als Zierpflanzen verwendet: Silberblatt-Peperomie (Peperomia argyreia), Gerunzelte Peperomie (Peperomia caperata) Reseden-Peperomie (Peperomia fraseri), Zypressen-Peperomie (Peperomia glabella), Efeublättrige Peperomie (Peperomia griseoargentea), Fleischige Peperomie (Peperomia obtusifolia). Alle Arten benötigen ein warmes Klima und vertragen keinen Frost sowie keine dauerhafte Nässe im Substrat. Sie können in subtropischen bis tropischen Parks und Gärten sowie als Zimmerpflanzen verwendet werden.

## Weiterführende Literatur
- Stefan Wanke, Marie-Stéphanie Samain, Liesbeth Vanderschaeve, Guido Mathieu, Paul Goetghebeur, Christoph Neinhuis: Phylogeny of the genus Peperomia (Piperaceae) inferred from the trnK/matK region (cpDNA). In: Plant Biology. Band 8, 2006, S. 93–102, doi:10.1055/s-2005-873060.
- Marie-Stéphanie Samain, Liesbeth Vanderschaeve, Peter Chaerle, Paul Goetghebeur, Christoph Neinhuis, Stefan Wanke: Is morphology telling the truth about the evolution of the species rich genus Peperomia (Piperaceae)? In: Plant Systematics and Evolution. Volume 280, Issue 3–4, 2009, S. 251–254.